# Tengeralattjáró-háború

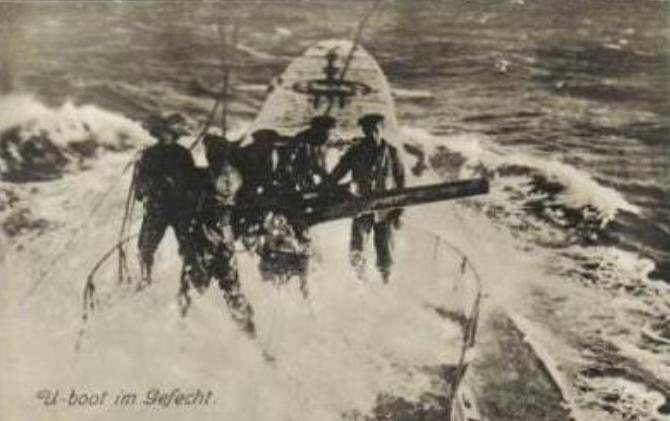
Német tengerészek készítik elő a tengeralattjárójuk lövegét (első világháború)

Tengeralattjáró-háború (németül: U-Boot-Krieg; angolul: submarine warfare) a megnevezése azon harci cselekményeknek, melyek során tengeralattjárókat (búvárnaszádokat, búvárhajókat) alkalmaznak ellenséges kereskedelmi vagy hadihajók elfogására, illetve elsüllyesztésére. A korlátlan tengeralattjáró-háború kifejezés a hadviselés azon formáját jelöli, mikor a tengeralattjáró előzetes figyelmeztetés nélkül hajtja végre a támadást a hajók ellen.
Az idő előrehaladtával a tengeralattjáró taktikai blokádtörőből a kereskedelmi háború stratégiai blokádjának eszközévé fejlődött. A második világháború óta a ballisztikus rakéták hordozására képes atommeghajtású tengeralattjárók kifejlesztése folyamatos fenyegetést jelent, és ez megváltoztatta a harci eszköz alapvető bevetési doktrínáját. Míg az első és második világháború alatt a tengeralattjárók alkalmazhatóságát a folyamatosan fejlődő nemzetközi jog szabályozta, addig a háború utáni időszakban e jogi fejlődés megszakadt.
A kifejezést főként a két világháború kapcsán használják, mikor a nemzetközi jog még jelentőséggel bírt a tengeralattjárókkal folytatott hadviselésben.

## Kezdetek
Az amerikai polgárháború során 1864-ben több kézzel hajtott búvárhajót is építettek. Ezek közül a Hunley 1864. február 17-én robbanótöltet segítségével elsüllyesztette az északi államok Housatonic nevű hadihajóját. A támadásban öt északi tengerész veszítette életét. Ez volt az első alkalom, hogy egy búvárhajó egy másik hajót elsüllyesztett, igaz, a robbanásban maga is komolyan megsérült és elsüllyedt nyolcfős legénységével együtt. A Hunley feladata Charleston városának északi hajók általi blokádjának feltörése volt.

## Első világháború

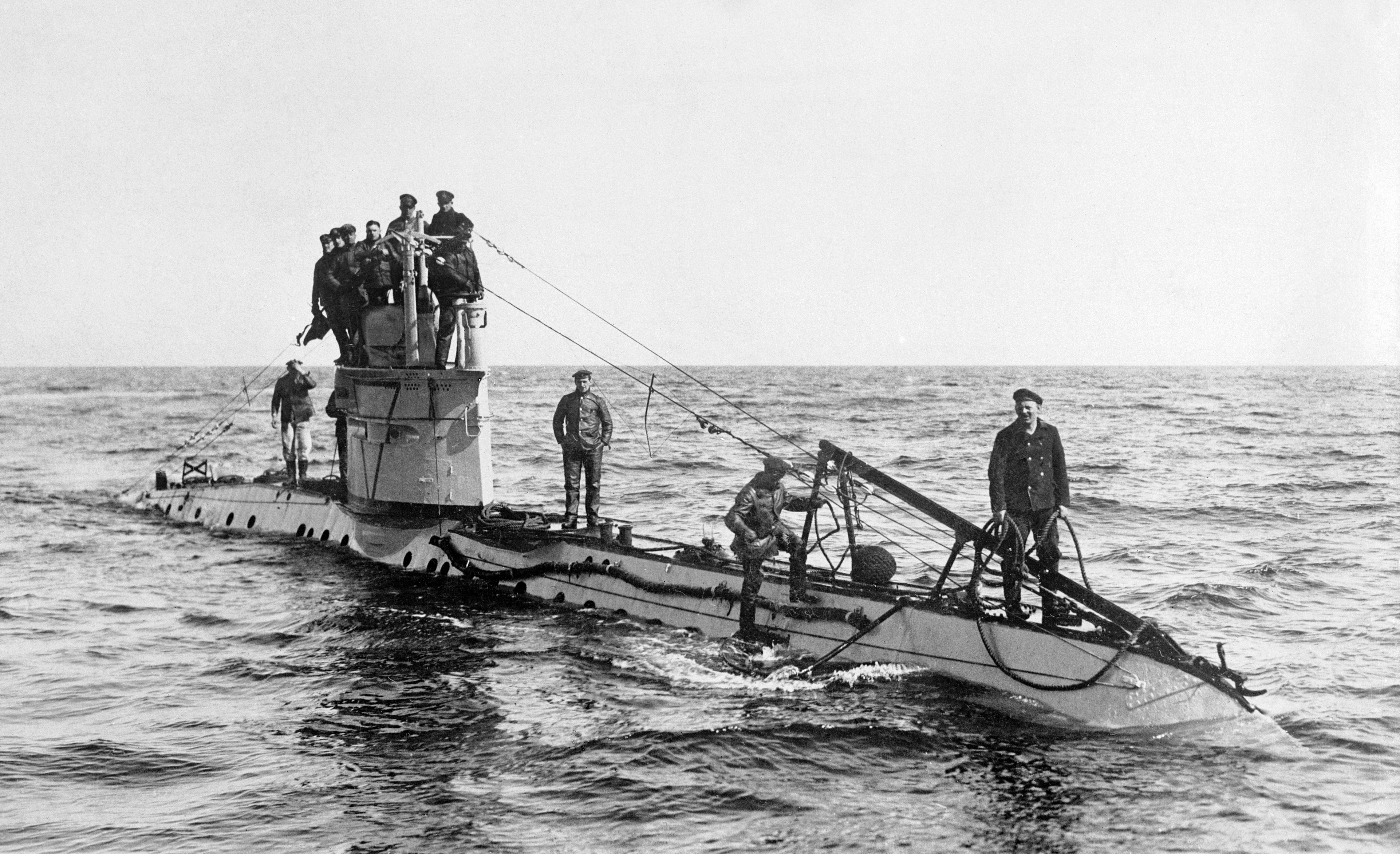
1915-től alkalmazott német UC I-típusú tengeralattjáró

Az első világháborúig a tengeralattjárók technikai meghatározásuk szerint olyan hajók voltak, melyek gőz-, benzin-, dízel- avagy petróleummeghajtással a vízfelszínen, illetve elektromos motorokkal a víz alatt haladtak. A nemzetközi jog értelmében kereskedelmi háborút (cirkálóháborút) az ellenőrzés, illetve támadás végrehajtásához felszínre emelkedve folytathattak. Ennek megfelelően a tipikus búvárnaszádok a torpedóvető csövek mellé fedélzeti lövegeket is kaptak. A középen elhelyezett nyitott parancsnoki híd a jobb megfigyelési lehetőséget is szolgálta.
A víz alatti tulajdonságok e szabályozás miatt háttérbe szorultak, így a kis akkumulátorkapacitásuk következtében alámerülve csak lassan voltak képesek haladni, míg az erős belső égésű motorjaiknak köszönhetően a felszínen nagy sebesség elérésére voltak képesek, hogy a lassabb kereskedelmi hajókat, vagy akár a hadihajókat is üldözőbe vehessék, illetve meg is előzhessék. A cirkálóháború doktrínájából és a csatahajók ebből következő fejlesztéseiből fakadóan a búvárhajóknak eleinte nem tulajdonítottak nagy jelentőséget. Elsőként Németország használta fel a búvárnaszádokat a kereskedelmi háborúban. Nagy-Britannia, az akkoriban vezető tengeri nagyhatalom a kereskedelmi útvonalait igyekezett védeni velük szemben és ehhez a nemzetközi jogot sértő tengeralattjáró-csapdák (ún. Q-Ships) alkalmazásától sem riadt vissza.

### Tengeri háború

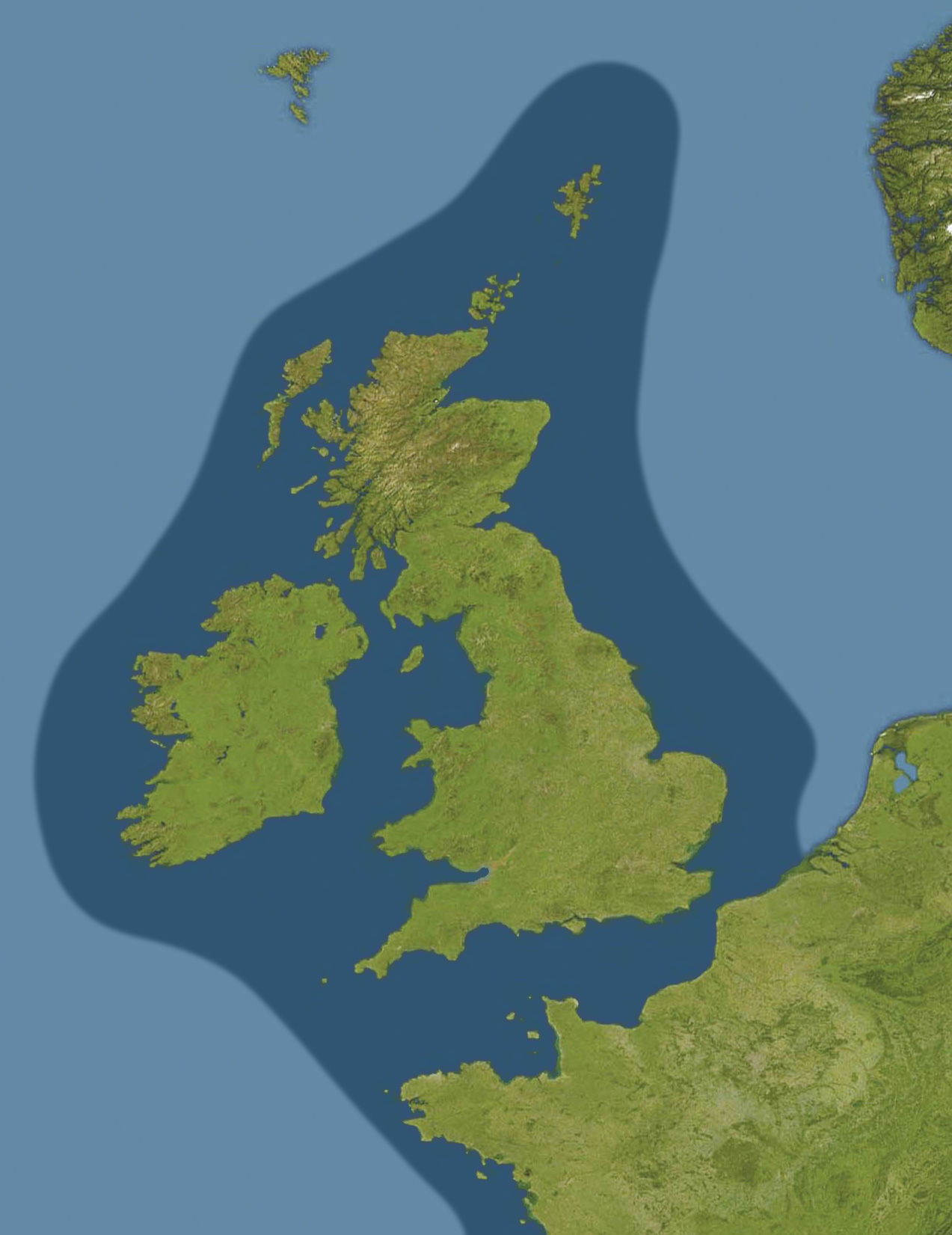
A német tengeralattjárók által blokád alá vett zóna az első világháborúban

A hátrányos, 1:1,8 arányú német–brit erőviszonyt kiegyenlítendő a német hadvezetés Alfred von Tirpitz főtengernagy (Großadmiral) támadóbb elképzeléseivel szemben az aknákkal és tengeralattjárókkal vívandó ún. „kisháború” (Kleinkrieg) folytatása mellett döntött. Miután 1914. november 2-án Nagy-Britannia az Északi-tenger egészét háborús övezetté nyilvánította, válaszul Németország is háborús övezetté nyilvánította a Nagy-Britannia körüli vizeket 1915. február 4-én. Miután a britek a nemzetközi jogot sértő módon számos kereskedelmi hajójukat felfegyverezték a tengeralattjárókkal szembeni védelemként, 1915. február 22-én a német kormányzat a blokádolt területen meghirdette a korlátlan tengeralattjáró-háborút, melynek értelmében a brit partok közelében minden ellenséges kereskedelmi hajót célpontnak tekintettek, és figyelmeztettek arra, hogy a semleges zászlókkal való brit visszaélések miatt semleges hajókat is kár érheti. 1915. május 7-én az U 20 az ír partok közelében elsüllyesztette a védőkíséretét meg nem kapó, háborús dugárut (lőszereket és a hadiipar számára nyersanyagokat) szállító Lusitania óceánjárót. Az 1201 halálos áldozat között volt több mint 100 amerikai állampolgár is, ami az Egyesült Államok heves tiltakozását váltotta ki és Németországot hadbalépéssel fenyegette meg. Bár a támadás jogos volt, az amerikai nyomás miatt 1915. május 13-án Németország mégis engedett. Az ezt követő kilenc hónapnyi időszak a korlátolt tengeralattjáró-háború (eingeschränkter U-Bootkrieg) megnevezéssel illetik.
1916. február 29-én a német admiralitás fokozta a tengeralattjáró-háborút, bejelentve, hogy a felfegyverzett kereskedelmi hajókat figyelmeztetés nélkül is el fogja süllyeszteni. Ez volt az ún. kiélezett tengeralattjáró-háború (verschärfter U-Bootkrieg). Tirpitz és a hadsereg vezérkari főnöke, Erich von Falkenhayn ehelyett a korlátlan tengeralattjáró-háború felújítását sürgették, de nem jártak sikerrel Bethmann-Hollweg kancellárnál és Vilmos császárnál. Emiatt 1916. március 17-én Tirpitz lemondott államtitkári posztjáról.
A skagerraki csata utáni hónapokban nyilvánvalóvá vált, hogy a brit flotta kerüli a további összecsapásokat a Hochseeflottéval. A német hadvezetés ezt követően a korlátlan tengeralattjáró-háború felújításával remélte Nagy-Britanniát hat hónapon belül térdre kényszeríteni. A politikai vezetés azon félelmei ellenére, hogy a lépés az Egyesült Államok hadbalépéséhez vezethet 1917. február 1-én újra meghirdették a korlátlan tengeralattjáró-háborút. Ezt követően az 1917. december 31-ig terjedő tizenegy hónapban az antant 6,141 millió BRT hajóterét és 1,127 millió BRT semleges hajóteret süllyesztettek el az U-Bootok. A tengeralattjáró-háború eme kiterjesztése volt az egyik fő indok az Egyesült Államok részéről az 1917. április 6-ai hadba lépéshez. Azonban a havi 600.000 BRT elsüllyesztése ellenére sem sikerült az Amerikából Nagy-Britanniába tartó szállítmányokat jelentős mértékben zavarni. Woodrow Wilson elnök 1918. október 21-ei, híressé vált 14 pontot tartalmazó beszéde utáni amerikaiakkal folytatott jegyzékváltást követően a németek beszüntették a korlátlan tengeralattjáró-háborút a háború utolsó napjaira.

### Az U-Bootok bevetése

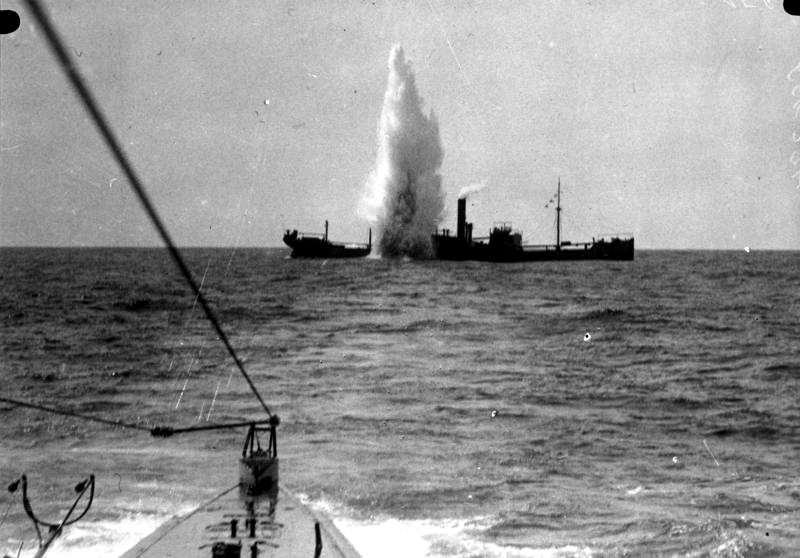
Az U 35 egy torpedóval eltalálja a brit Maplewood teherhajót a Földközi-tengeren (1917. április 7.)

A tengeralattjáró-fegyvernem hatékonysága 1914. szeptember 22-én vált nyilvánvalóvá, mikor a német U 9 (Otto Weddigen sorhajóhadnagy) a holland partoknál járőröző brit Aboukir, Cressy és Hogue páncélos cirkálókat elsüllyesztette. A hajók pusztulását 837 tengerész élte túl, 1467-en életüket veszítették. Hasonló eredmények eléréséhez a pár héttel korábbi első helgolandi csatában a briteknek jókora túlerőt kellett felvonultatniuk és nagy kockázatot vállaltak.
A háború elején a fegyvernem még nem rendelkezett célirányos bevetési doktrínákkal. Mindkét fél az ellenséges vizeken való őrjáratozásra és hadihajók megtámadására alkalmazta őket. Több balul sikerült felszíni összecsapás (helgolandi csata, texeli ütközet, doggerbanki csata) után a német hadvezetés hamar arra jutott, hogy tengeralattjárókat kell alkalmazni a Nagy-Britanniával folytatott kereskedelmi háborúban. Ezt a harcot a nemzetközi jogban (tengeri zsákmányjog) foglaltak szerint vívták.
A zsákmányjog szerinti eljárással a német tengeralattjárók azt kockáztatták, hogy a britek által – a nemzetközi jogot sértő módon – felfegyverzett kereskedelmi hajóknak, vagy a direkt erre a célra álcázott tengeralattjáró-csapdáknak (semleges zászló alatt hajózó, rejtett fegyverzettel rendelkező kereskedelmi hajóknak) esnek áldozatul. A szabályozás szerint ugyanis a felszínre emelkedve kellett megközelíteniük az ellenőrzés elvégzéséhez a feltartóztatott hajókat és eközben a törékeny járművek ki voltak szolgáltatva az ellenséges lövegeknek. A megállítandó hajó orra elé egy lövést kellett leadni, mely után a kereskedelmi hajónak meg kellett állnia. Az ellenőrzés céljából átszálló tengerészek (Prisenmannschaft) átvizsgálták a szállítási papírokat, indokolt esetben magát a rakományt is, és ez alapján lehetett eldönteni, hogy a hajó folytathatja-e az útját, vagy sem. Amennyiben a hajó tiltott árut szállított és ezért indokolt volt az elsüllyesztése, akkor a személyzetet, illetve utasokat fel kellett venniük és el kellett látniuk. Ezeket a szabályokat még a korábbi évtizedek-évszázadok felszíni hajókkal folytatott háborúi alakították ki, a kisméretű, törékeny tengeralattjárókra nem lehetett alkalmazni.

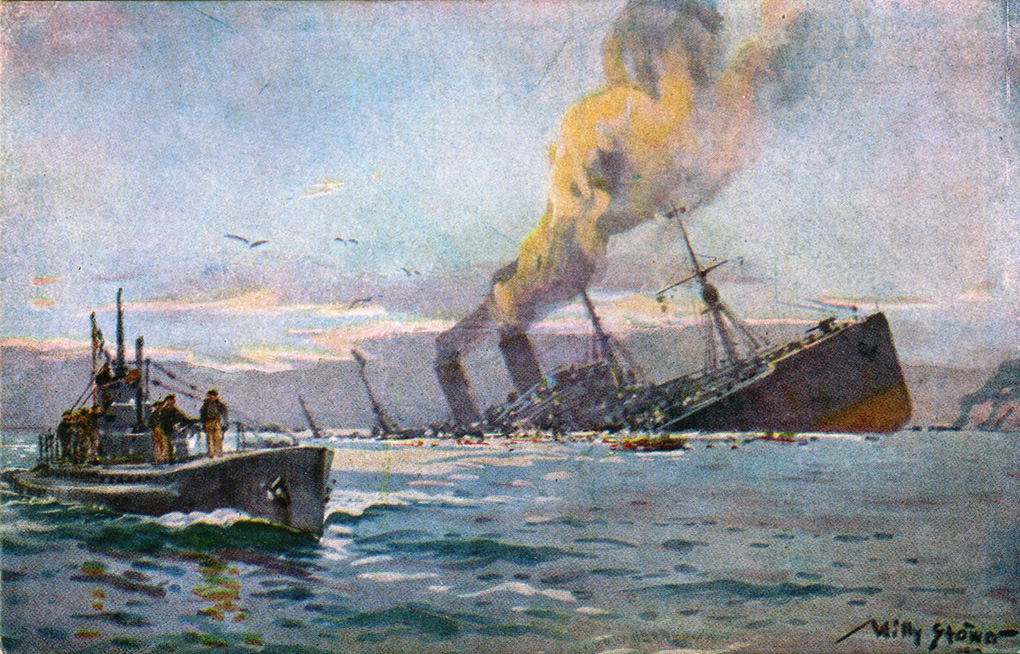
Egy antant csapatszállító elsüllyesztése a Földközi-tengeren, Willy Stöwer festménye (1917)

Habár Nagy-Britannia nagy erőfeszítéseket tett a tengeralattjárók megfékezésére és számos Q-hajót (Q-ship; tengeralattjáró-csapda) is bevetett leküzdésükre, a veszteségei folyamatosan nőttek. Csak a konvojrendszer 1918-as bevezetése vezetett ahhoz, hogy a magányosan tevékenykedő tengeralattjárók csak a víz alól támadva érhessenek el sikereket. A tengeralattjárók csekély víz alatti sebessége miatt a támadást így csak akkor lehetett kivitelezni, ha a konvoj haladási iránya ehhez kedvezett.

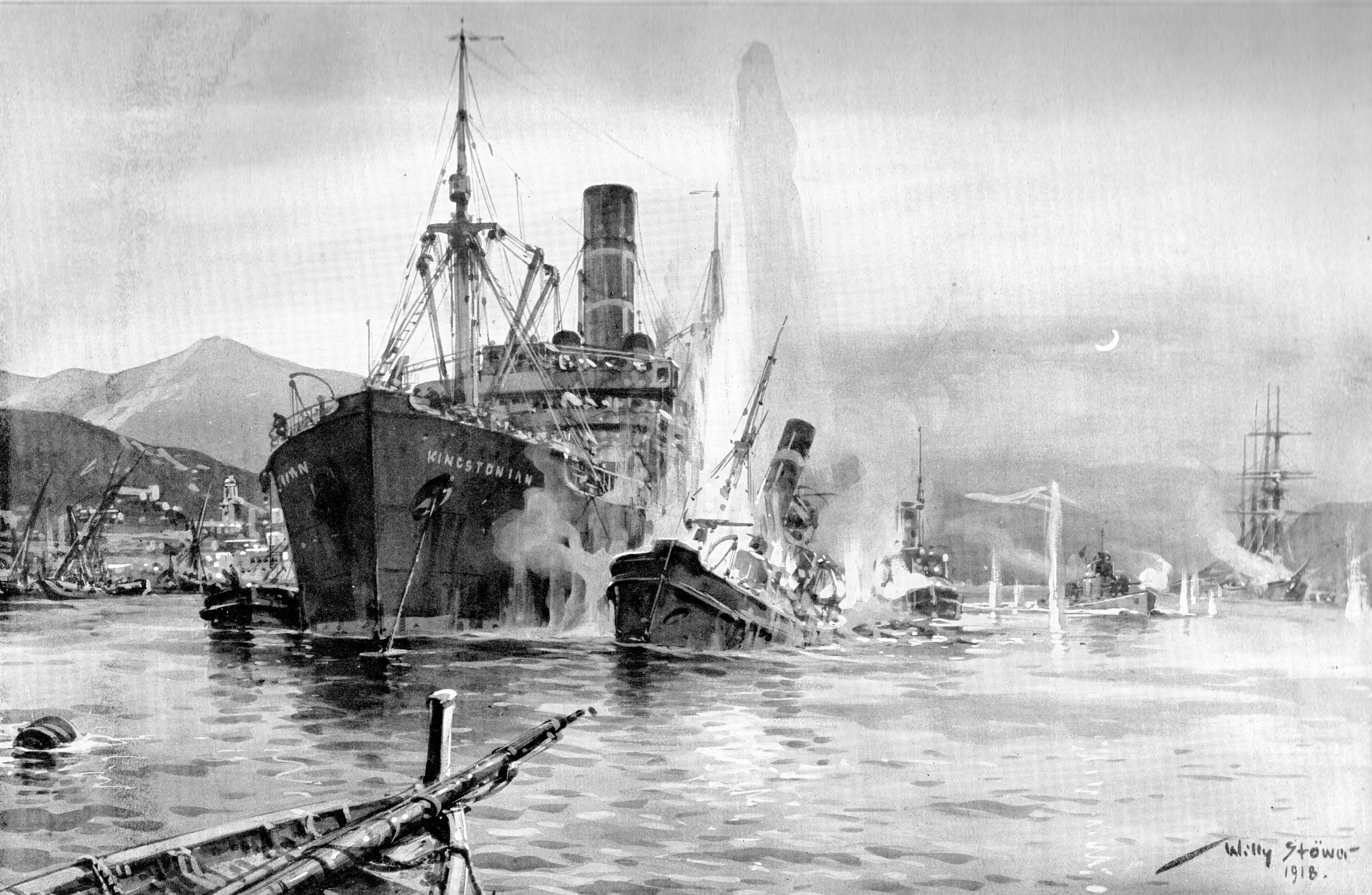
Wolfgang Steinbauer sorhajóhadnagy UB 48 jelű tengeralattjárójának akciója a carlofortei kikötőben (1918. április 29.)

A tengeralattjárók fő fegyverei az első világháborúban a fedélzeti lövegek voltak, melyeket a zsákmányjog szerinti hadviselés során a hajók megállításához használtak. Amennyiben ezek tiltott árukat szállítottak, akkor főként robbanótöltetekkel vagy elárasztással (fenékszelepek megnyitásával) süllyesztették el, de használhatták a löveget is, mely költségesebb megoldás volt. A drága torpedókat szinte csak kizárólag meglepetésszerű támadások során lőttek ki a víz alól. Az ellenséges hajókra való vadászatokon kívül a német tengeralattjárók több ezer tengeri aknát is telepítettek, főként a Flandriában állomásozó egységek. A La Manche csatorna mentén a tengeralattjárók annyiban is sikeresek voltak, hogy a Royal Navy jelentős kötelékeit kötötték le, köztük monitorokat a bázisaik ellen intézett támadásokhoz. A flandriai támaszpontokat ért számos támadás ellenére, mint amilyenek az Ostende elleni rajtaütések is voltak, a briteknek nem sikerült lezárniuk a bázisokról a nyílt tengerre kivezető csatornákat.

### A földközi-tengeri hadszíntér és a Monarchia tengeralattjárói
A legnagyobb sikereket – úgy hadi-, mind kereskedelmi hajók ellen – az U-Bootok a Földközi-tengeren érték el, ahol a veszteségeik is minimálisak maradtak. Habár ezen a hadszíntéren túlnyomórészt a zsákmányjog szerint folytatták a harcot, a bevetett egységek számarányához képest az elsüllyesztések aránya magasabb volt, mint a második világháborúban. Mindössze négy tengeralattjáró (U 34, U 35, U 38, U 39) több száz hajót süllyesztett el itt. A legsikeresebb parancsnokok (de la Perière, Forstmann, Valentiner, Steinbrinck) jelentősen nagyobb mennyiségű hajóteret süllyesztettek el, mint a később a Kriegsmarine kötelékében szolgáló utódaik. Ez a tengeralattjárók leküzdéséhez szükséges technika jelentős mértékű fejlődésének volt betudható. A Földközi-tengeren szolgálatot teljesítő tengeralattjárók utolsó parancsnoka Kurt Graßhoff volt.
Az Osztrák–Magyar Haditengerészet is rendelkezett tengeralattjárókkal. Három prototípus elkészítése után úgy döntöttek, hogy a hadikikötők védelmére és az Adrián való tevékenységre használható tengeralattjárókat gyártanak. Azonban a háború kitörése után hamar felmerült az igény a földközi-tengeri kereskedelmi háborúra alkalmas egységek iránt. A k. u. k. haditengerészet kezdetben csak pár erre a feladatra alkalmas búvárhajóval rendelkezett, melyeket az U 14 néven szolgálatba állított, korábban zsákmányul ejtett francia Curie-vel egészítettek ki. Georg von Trapp parancsnoksága alatt hajózva ez az egység lett a Monarchia legeredményesebb tengeralattjárója 11 hajót, összesen 47 653 tonnányi hajótérrel elsüllyesztve. Az áldozatai közé tartozott az 1916-ban a világ legnagyobb teherhajójának számító olasz Milazzo teherhajó is. A központi hatalmak Adrián állomásozó egységei közül a megegyezés szerint a Földközi-tenger nyugati medencéjében a német, a keletiben az osztrák–magyar tengeralattjárók tevékenykedtek. Az Adriáról való kijutásukat megakadályozandó az antant az Otrantói-szorosban (hasonlóan a Doveri-szoroshoz) tengerzárat létesített, melyekhez hálókat vontató halászhajók is tartoztak. E kötelékek ellen két ízben is sikeres támadást intéztek az osztrák–magyar gyorscirkálók és rombolók Horthy Miklós sorhajókapitány vezetésével. Ugyancsak ő juttatta át korábban a szoroson azt a német tengeralattjárót, mely a Dardanelláknál sikeres támadást intézett az antant csatahajói ellen. Az Adrián Pelagosa szigete mellett került sor az első sikeres támadásra tengeralattjáróról egy másik tengeralattjáró ellen, mikor az U 5 megtorpedózta az olasz Nereidét 1915. augusztus 5-én.
Német oldalról az első háború idején 320 U-Boot 3274 bevetést hajtott végre, melyek során 6394 polgári hajót (11.948.792 BRT) és 100 hadihajót (366.249 BRT) süllyesztettek el. John Jellicoe brit tengernagy leírása szerint 1917 novemberében az akkoriban aktív 178 német tengeralattjáró elleni harchoz a brit flotta a következő haderőt vette igénybe:
- 277 romboló
- 30 ágyúnaszád
- 44 őrhajó (szlúp; P-boat)
- 338 motorcsónak
- 65 tengeralattjáró

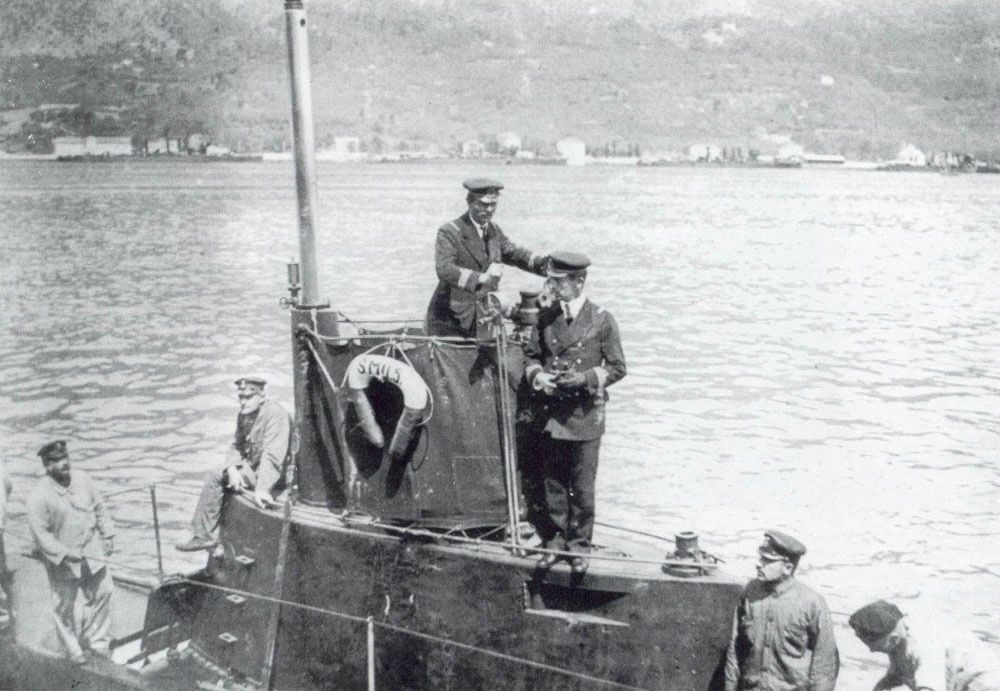
Georg von Trapp, a Monarchia legeredményesebb tengeralattjáró-parancsnoka az U 5 tornyában

- 68 partmenti motorcsónak (coastal motor boat)
- 49 gőzjacht (steam yacht)
- 849 halászhajó
- 687 drifter
- 24 aknaszedő
- 50 léghajó
- 194 repülőgép
- 77 tengeralattjáró-csapda (Q-ship)

A tengeralattjáró-háborúban német oldalon 5132 ember veszítette életét és 199 U-Boot veszett oda. Ausztria-Magyarország vesztesége 8 tengeralattjáró volt a 27-ből.
Az 1918. november 11-én megkötött compiègne-i fegyverszüneti egyezmény értelmében a Kaiserliche Marine megmaradt 170 tengeralattjárót a következő hetek során ki kellett szolgáltatni az antanthatalmaknak és nagy részüket később lebontották. A Hochseeflotte Scapa Flow-i akciójához hasonló, saját kéz általi elsüllyesztésekre nem került sor, de az antant kikötői felé vezető út során számos egység odaveszett tisztázatlan körülmények között.

## A világháborúk között (1918–1939)

### A versailles-i szerződés hatásai
A békeszerződés 181-es és 190-es pontja szigorú megkötéseket és korlátozásokat fogalmazott meg Németország haditengerészete számára:
A jelen Szerződés életbelépésétől számított két hónap elteltével a német tengeri haderő szolgálatában nem állhat több, mint: 6 Deutschland vagy Lothringen típusú csatahajó, 6 könnyű cirkáló, 12 romboló, 12 torpedónaszád vagy ugyanilyen számú hajó, amelyeket pótlásukra építenek, amint erről a 190. cikk említést tesz. Tengeralattjárók nem lehetnek köztük. Amennyiben a jelen Szerződés másként nem rendelkezik, minden más hajót tartalékba kell helyezni vagy kereskedelmi célokra kell felhasználni. (181. cikk)
Németországnak meg van tiltva bárminemű hadihajó építése vagy beszerzése azokon kívül, melyeket a szolgálatban lévő egységek pótlására szánnak a versailles-i szerződés 181-es cikkelyében foglaltaknak megfelelően. (191. cikk)

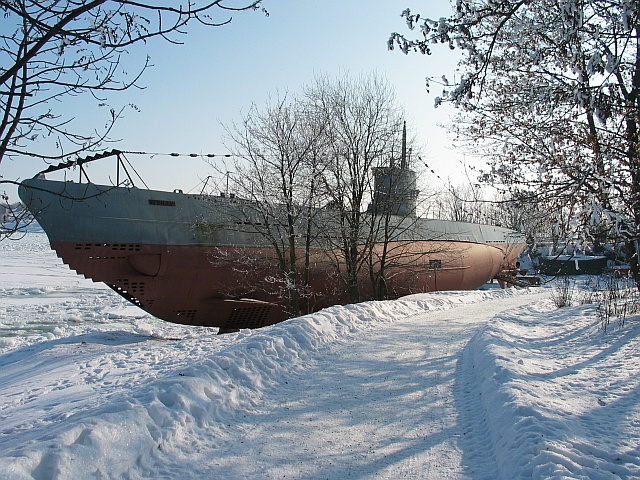
A II-es típusú tengeralattjárók prototípusa, a finn Vesikko

Már 1922-ben Hágában létrehoztak egy német felügyelet alatt működő hajótervezői irodát (Ingenieurskantoor voor Scheepsbouw) a békeszerződés pontjainak megkerülésére. Hivatalosan más országok számára itt épített és kipróbált tengeralattjárók – mint például a Kriegsmarine II-es típusú tengeralattjáróinak prototípusának tekinthető finn Vesikko –, valamint más haditengerészetekkel folytatott személyzetcserék révén készültek fel Németországban a tengeralattjáró-fegyvernem újbóli meghonosítására.
A Népszövetséghez való 1926-os csatlakozásával és az angol–német flottaegyezmény 1935-ös megkötésével Németország számára ismét meg voltak szabva a tengeralattjáró-háború folytatásának feltételei a nemzetközi szabályozás által, mely lényegében az első világháború előtti viszonyoknak felelt meg. Nagy-Britannia ugyanis felismerte, hogy a kereskedelmi útvonalait az U-Bootok tömeges támadása veszélyezteti, ezért egy újabb tengeralattjáró-háborút politikailag és katonailag is igyekezett megakadályozni. A konvojrendszer megszervezése és az (ASDIC) kifejlesztése együttesen sok haditengerészetet arra a felismerésre késztette, hogy a tengeralattjáró-fegyvernem már elavult technikát képvisel. Németországban emiatt döntöttek az első világháborús csatahajó-koncepciót továbbvivő Z terv megvalósítása mellett. Néhány tengerésztiszt más véleményen volt a követendő irányvonalat illetően és stratégiákat, valamint koncepciókat dolgoztak ki a tengeralattjárók alkalmazására (Nimitz, Dönitz).

### A Nagy-Britanniával kötött flottaegyezménytől a háború kitöréséig
Az angol–német flottaegyezményben foglaltak szerint a Kriegsamarine a Royal Navy állományának 45%-át kitevő mennyiségű tengeralattjáróval rendelkezhetett (maximum 72 egységgel). Még ebben az évben szolgálatba állították az első U-Bootokat és a következő évben a spanyol polgárháború idején alkalmazták is őket. Az U 34 süllyesztette el a köztársaságiak C-3 jelű tengeralattjáróját.
1939 januárjában a tengeralattjárók parancsnoka, Dönitz tengernagy a Seekriegsleitungnak írt levelében 300 tengeralattjárót kért, hogy döntő sikert érhessen el Anglia ellen. Ezzel tiltott területre lépett, mivel Chamberlain megbékítési politikája miatt a német politikai vezetés nem tekintett Angliára ellenségként. Ennek megfelelően minden felvetést figyelmen kívül hagytak, ami egy Nagy-Britanniával folytatott háborút érintett.

## Második világháború

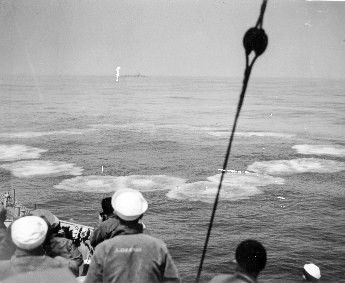
A Moberly amerikai romboló mélyvízi bombákat dob az U 853-ra (1945)

A második világháború kezdetén a Kriegsmarine 57 U-Boottal rendelkezett, melyek közül azonban csak 39 volt alkalmas az Atlanti-óceánon való bevetésre. A Drittelregel (kb. egyharmados szabály) szerint ezek egyharmada tartózkodott a bevetési területen, egyharmada volt úton oda vagy onnan, egyharmada pedig a támaszponton javítás és felszerelés alatt állt. Emiatt csak 20 egység volt egyidőben a Brit-szigetek körüli vizeken bevetésen.
Dönitz tengernagy a falkataktika (Rudeltaktik) és az újabb, az első világháború során még rendelkezésre nem álló rádiózási módszerektől egy újfajta, a konvojrendszer ellen is hatásos tengeralattjáró-háborút várt. Az alapgondolata az volt, hogy a nagyszámú kísérőhajóval védett konvojokat szintén nagyszámú tengeralattjáróval (falkával) veszi támadás alá. Így ha egy tengeralattjáró ellenséges konvojt észlelt, akkor nem intézett ellene azonnal támadást, hanem jelentette rádión a megfigyelését és megvárta, míg a központi vezetés (Dönitz) a közelben tartózkodó egységeket rávezette a célpontra. Ezt az ellenséget szemmel tartó tengeralattjáróról küldött helyzetjelző jelzésekkel könnyítették meg. Mikor már sikerült a megfelelő nagyságú falkát összeállítani, akkor a központi vezetés elrendelte a támadást. Az ilyen bevetésekhez az Atlantikbootoknak nagy hatótávolsággal kellett rendelkezniük. A VII-es típus (Typ VII) tengeralattjárói megfeleltek ezen követelménynek és ezek alkották a fegyvernem gerincét.
Az Egyesült Államok Haditengerészete is hasonló koncepciókat dolgozott ki, de náluk központi vezetés nélkül, többnyire három egységből álló kis csoportokban (ún. Wolfpack) tevékenykedtek a tengeralattjárók.
A tengeralattjárók az összes hadszíntéren hatékony fegyvernek bizonyultak. A Kriegsmarine és a US Navy is főként kereskedelmi háború vívására vetette be őket, hogy az ellenség logisztikáját bedöntse velük. Az Egyesült Államok hadbalépésével megváltozott a németek számára a háborús cél. Ezek után már nem Nagy-Britannia blokádját kellett megvalósítani, hanem nagyobb hajóteret kellett elsüllyeszteni, mint amennyit az ellenség képes volt építeni. Emiatt a bevetési területek már csak másodlagos szerepet játszottak és az U-Bootokat mindenütt bevetették, ahol ez technikailag és logisztikailag megoldható volt. A britek és az amerikaiak számos sikert értek el műszaki területen, hatékonyabbá téve a radarjaikat, kifejlesztve a HD-DF-rádiós iránykeresést és feltörve az Enigma kódjait. Ezek mellett a konvojokat kísérő csoportok (Escortgroups) felállításával és a tengelyhatalmak erőinek túlterhelésével a tengeralattjáró-háború 1943 májusára gyakorlatilag már eldőlt.
Az ellenség technikai eredményeit felismerve a tengelyhatalmak is jelentős fejlesztésekbe kezdtek, ami azonban már túl későn hozott eredményeket a háború menetének megfordításához.

### A háború kezdete és a zsákmányjog
A háborút a hadviselő államok ugyanott kezdték, ahol az első világháborút abbahagyták. A német tengeralattjárók parancsba kapták, hogy a zsákmányjog szerint járjanak el, vagyis az ellenséges kereskedelmi hajókat, illetve az ellenséges országoknak szánt szállítmánnyal hajózó semleges hajókat süllyesszék el, de csak azután, hogy a személyzetük biztonságba helyezéséről már gondoskodtak. Kivételt csak a felfegyverzett és hadihajók által kísért kereskedelmi hajók képeztek, melyeket a hadijog szerint szintén támadhattak. A parancs célja legfőképpen az Egyesült Államok konfliktustól való távoltartása volt, mely ország hadbalépését az első világháborúba a korlátlan tengeralattjáró-háború 1917-es felújítása váltotta ki. A rendelkezés ellenére a háborúban elsőként elsüllyesztett és még a békeidőben kifutó Athenia óceánjáró tévedésből vált célponttá. Az Egyesült Államok reakciójától tartva az U 30 hajónaplóját meghamisították és a hajó elsüllyesztését a propaganda a briteknek tulajdonítva provokációnak igyekezett beállítani. A britek és franciák a háború elején már hozzáláttak a kereskedelmi hajóik felfegyverzéséhez és a konvojok megszervezéséhez.
1939. szeptember 14-én az U 39 (Glattes sorhajóhadnagy) támadást intézett az Ark Royal repülőgép-hordozó ellen, de a mindössze 800 m távolságból kilőtt torpedó túl korán robbant fel. Az U 39-et ezt követően a kíséretet adó Faulknor, Firedrake és Foxhound rombolók elsüllyesztették. Ez volt Németország első tengeralattjáró-vesztesége a második világháború során és ugyanakkor az új brit víz alatti helymeghatározó készülék, a szonár (az ASDIC továbbfejlesztése) első sikeres alkalmazása is.
Az U-Bootok hadihajók elleni tevékenységét nem korlátozták különböző utasításokkal. Günther Prien az U 47-tel 1939 októberében behatolt a Scapa Flow-i flottabázisra és itt elsüllyesztette a Royal Oak csatahajót. A Courageous repülőgép-hordozót az U 29 1939 szeptemberében süllyesztette el. A háború korai szakaszában e brit kapitális hadihajók ellen elért sikerek a Kriegsmarine berkein belüli szkeptikusokat is meggyőzték a tengeralattjáró katonai értékéről és ezt követően a nagy csatahajók gyártását megfogalmazó Z tervet revideálva a tengeralattjáró-építési program felfuttatása mellett döntöttek. Egy U-Boot előállítására 21 hónapot szántak, amivel 1941 augusztusától kezdve 20-25 tengeralattjárót készíthettek el havonta.

### 1940. április–június – Harc Norvégiáért

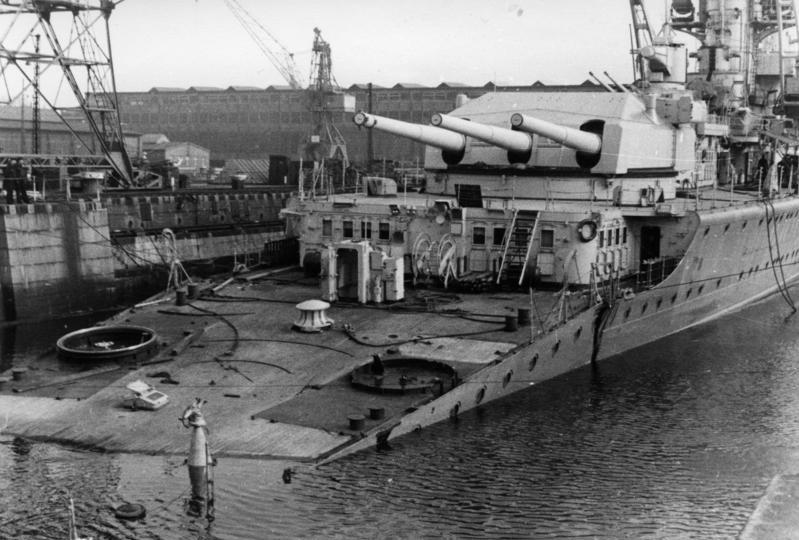
Torpedó okozta sérülés a Lützow-n

1940 elején többek között az Altmark-incidens is megmutatta, hogy Nagy-Britannia nem kívánja tiszteletben tartani Norvégia semlegességét, majd pedig nyilvánvalóvá vált, hogy francia-brit csapatok az ország megszállására készülnek. A német haditengerészet főparancsnoksága (Oberkommando der Marine; OKM) utasítást adott Dönitznek, hogy minden rendelkezésre álló egységet, még a kiképzőflottillák tengeralattjáróit is vessék be a Norvégia német megszállását célzó Weserübung hadművelet szárnyának biztosítására. Ehhez az U-Bootokat a Skócia és Norvégia közötti brit felvonulási útvonalakhoz rendelték. Ezzel egyidőben a Royal Navy is a norvég partokhoz irányította saját tengeralattjáróit, hogy elfogják az itt elhaladó német hajókat. A Weserübung sikeres hadműveletnek bizonyult és Norvégiát egészen a háború végéig megszállva tartották a német csapatok, ugyanakkor a győzelem súlyos árat követelt. A Blücher nehézcirkálót a norvég partvédelem, a Königsberg könnyűcirkálót brit repülőgépek süllyesztették el. Narviknál tíz romboló veszett oda a túlerővel vívott harcban.
A Lützow-t és a Karlsruhét a Spearfish és Truant tengeralattjárók rongálták meg súlyosan, a Brummer tüzérségi kiképzőhajót a Sterlet süllyesztette el. Ezeken kívül számos utánpótlást szállító teherhajó is odaveszett a hadműveletek során. A német tengeralattjárók előtt is számos kedvező lehetőség kínálkozott brit hajók elleni támadáshoz, de nem tudtak jelentősebb eredményeket elérni az új, de hibás mágneses torpedóik miatt. Egyedül az U 48 tudott kedvező lőpozícióba kerülni ellenséges hadihajó megtámadásához, de a torpedói csődöt mondtak. A sikertelenségek egyik fő oka a torpedók hibás mélységi vezérlése volt, ami a mágneses gyújtószerkezet aktivizálódásának bizonytalanságához vezetett. Az érintőgyújtós megoldásra való visszatérés sem oldotta meg ezt a problémát. Az ellenséges hajók nagy száma és a kedvező lőpozíciók ellenére mindössze egyetlen alkalommal sikerült eredményes torpedótámadást indítaniuk a német tengeralattjáróknak a norvég vizeken.

### Az Atlanti csata

#### Első fázis: 1940. június–december

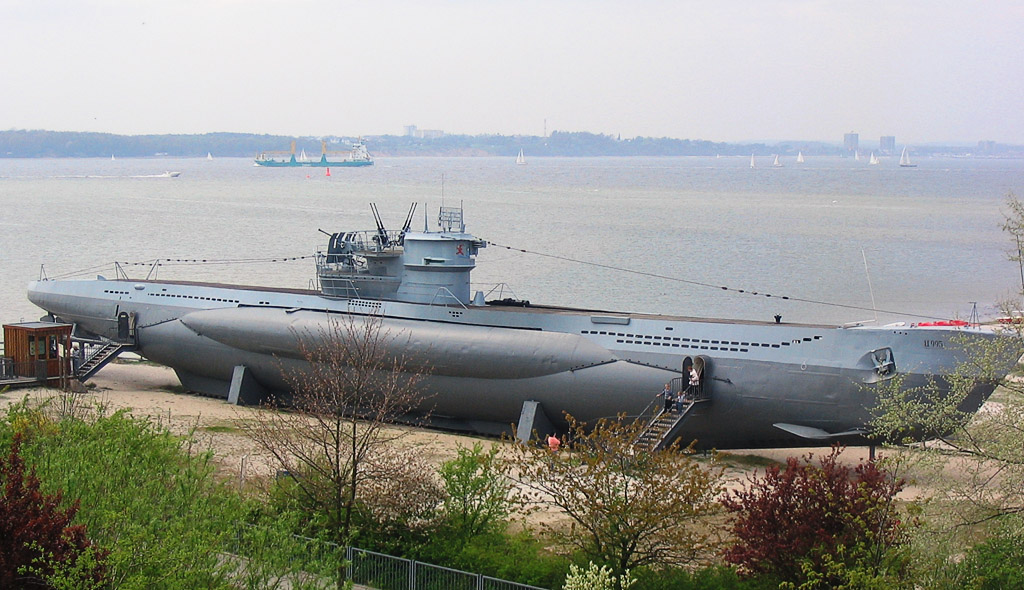
Az U 995, a legtöbb darabszámban gyártott Typ VII C/41 típusból

A győztes nyugati hadjárat után 1940-ben a németek hozzáláttak az Atlanti-óceán partján fekvő francia kikötőkben, mint Brest és a Vizcayai-öböl mentén lévő Lorient, Saint-Nazaire és La Rochelle rögtönzött tengeralattjáró-támaszpontok kialakításának. A több tengeralattjáró befogadására és légicsapások ellen is védelmet nyújtani képes bunkerek megépítésénél nagy számú kényszermunkást is alkalmaztak.
A tengeralattjárók az új kikötőhelyeknek köszönhetően jóval hamarabb elérhették bevetési területüket, a Brit-szigetektől nyugatra lévő fő utánpótlási útvonalat (Western Approach). A konvojokat csak gyengén védhették megfelelő mennyiségű kísérőhajó hiányában, mivel az erre alkalmas rombolók jó része a norvégiai hadjárat után javítás alatt állt. A német tengeralattjárósok ezt az időszakot nevezték „első boldog időknek” (erste glückliche Zeit), mikor is relatíve kis veszteségek mellett számos ellenséges hajót süllyeszthettek el. A legsikeresebb parancsnokok Otto Kretschmer (U 99), Günther Prien (U 47) és Joachim Schepke (U 100) voltak, akiket Németországban nemzeti hősökként ünnepeltek.
1940. augusztus 17-én Németország a brit blokádra ellenblokád meghirdetésévél válaszolt. A blokád alá vont terület nagy pontossággal azt a területet fedte le, melyre a behajózást Roosevelt elnök 1939. november 4. óta megtiltotta az amerikai hajóknak. Ezáltal az U-Bootok jogosan támadhattak meg e területen belül minden hajót előzetes figyelmeztetés nélkül a kórházhajókat, illetve azon semleges hajókat leszámítva, melyek a megegyezés szerint kijelölt útvonalakon (pl. Schwedenweg) haladtak.
Ezen időszakban körülbelül 4,5 millió tonna hajóteret süllyesztettek el a „szürke farkasok”.

#### Második fázis: 1941. január–december

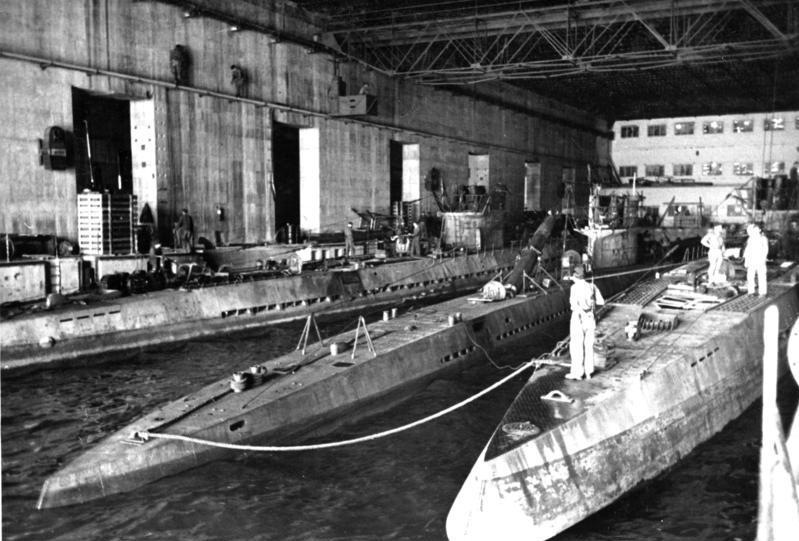
A bresti tengeralattjáró-bunker (1941)

1940–42 telén a rossz idő gátolta a tengeralattjárók felszínről végrehajtott támadásait. A britek ekkortól kezdve látták el rádiólokátorral (radar) és rövidhullámú rádiós iránykeresésre alkalmas berendezésekkel a kísérőhajóikat, melyek számát a kibővített termelési program révén jelentősen növelni tudták.
1941 márciusában a Kriegsmarine egyetlen támadás során elveszítette a három legsikeresebb tengeralattjáró-parancsnokát. Günther Prien és Joachim Schepke életüket veszítették, Otto Kretschmer pedig fogságba esett. 1941 nyarától nagyobb hangsúlyt fektettek a falkataktikára, melynek során az U-Bootok felkutatták a konvojokat és csoportos támadást intéztek ellenük. A sokszor számbeli hátrányban lévő kísérőhajók általában megpróbálták az első észlelt tengeralattjárót a konvoj közeléből elűzni, ami lehetővé tette a falka többi tagjának a kereskedelmi hajók elleni támadást. Dönitz akarata ellenére a Földközi-tengerre is vezényeltek át tengeralattjárókat az ellenség Észak-Afrikába tartó utánpótlási vonalainak támadására.
1941. június 20-án az U 203 (Rolf Mützelburg sorhajóhadnagy) jelentette a Texas amerikai csatahajó felbukkanását a blokád alá vett vizeken belül, aminek hatására a hadvezetés parancsba adta a tengeralattjáróknak, hogy ne támadják többé a biztosító hajókat. Júliusban Roosevelt elnök parancsba adta a haditengerészetnek, hogy támadják meg a német tengeralattjárókat. A parancsot 1941 szeptemberében is megismételte. 1941. szeptember 4-én az U 652 ellen Reykjavíktól 180 tengeri mérföldre délnyugatra a Greer amerikai romboló támadást intézett mélységi bombákkal, mire az védekezésként két torpedót lőtt ki rá. A tengeralattjáró védekezését a német vezetés helyénvalónak ítélte. A hasonló támadások egyre gyakoribbá váltak, és az Egyesült Államok a hadiállapot beállta nélkül nyíltan fellépett a német tengeralattjárók ellen. Ezen időszakban az U-Bootok mintegy 3 millió tonnányi ellenséges hajóteret süllyesztettek el.

#### Előrelépések a tengeralattjáró-elhárításban

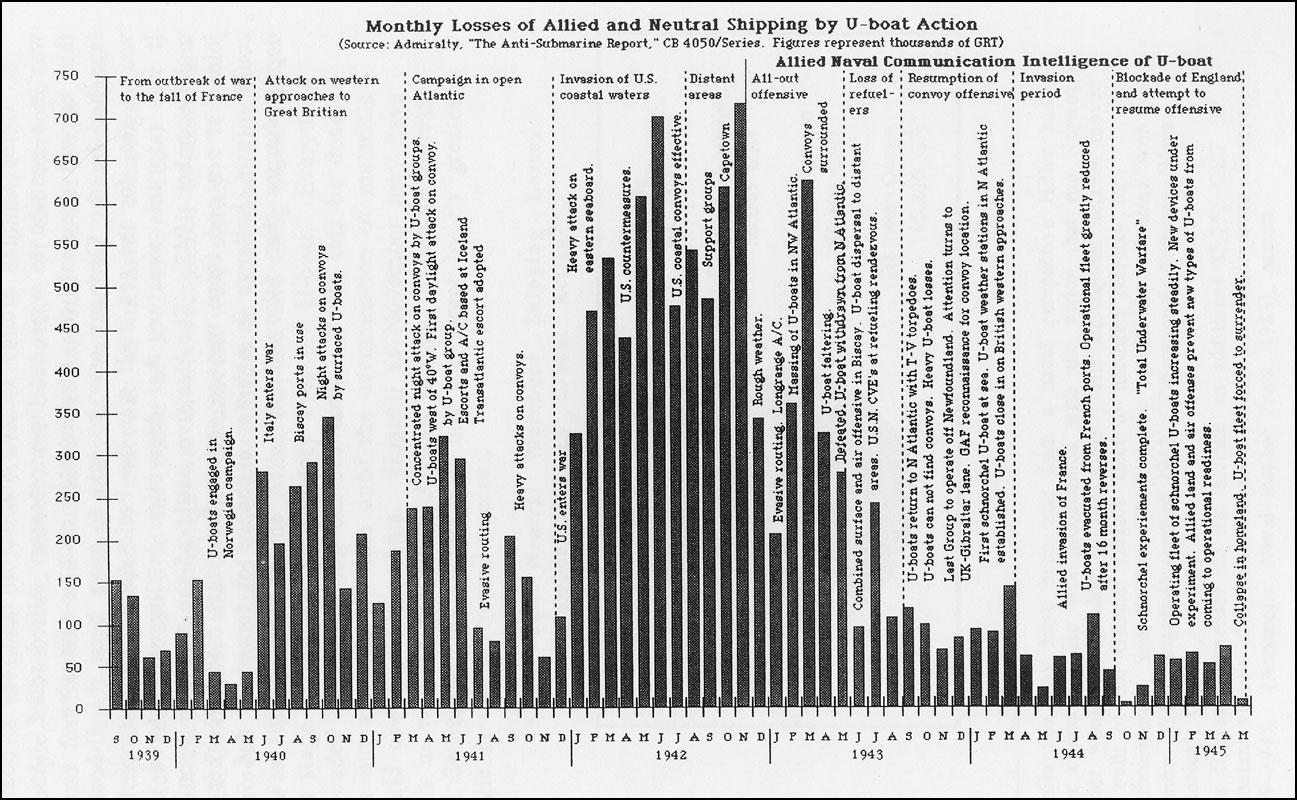
Angolszász kimutatás az elsüllyesztett hajótérről és az ellenintézkedések hatásáról

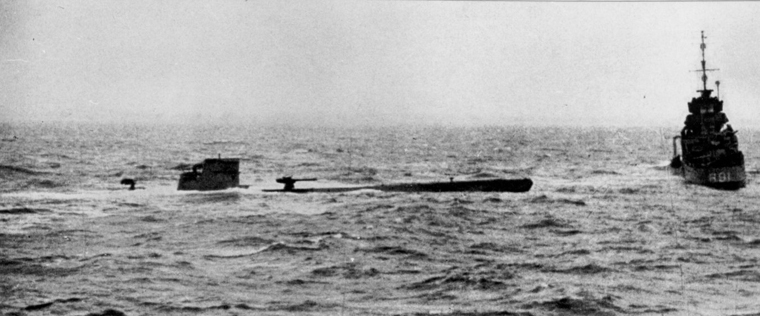
Az U 110 és a HMS Bulldog (1941. május 9.)

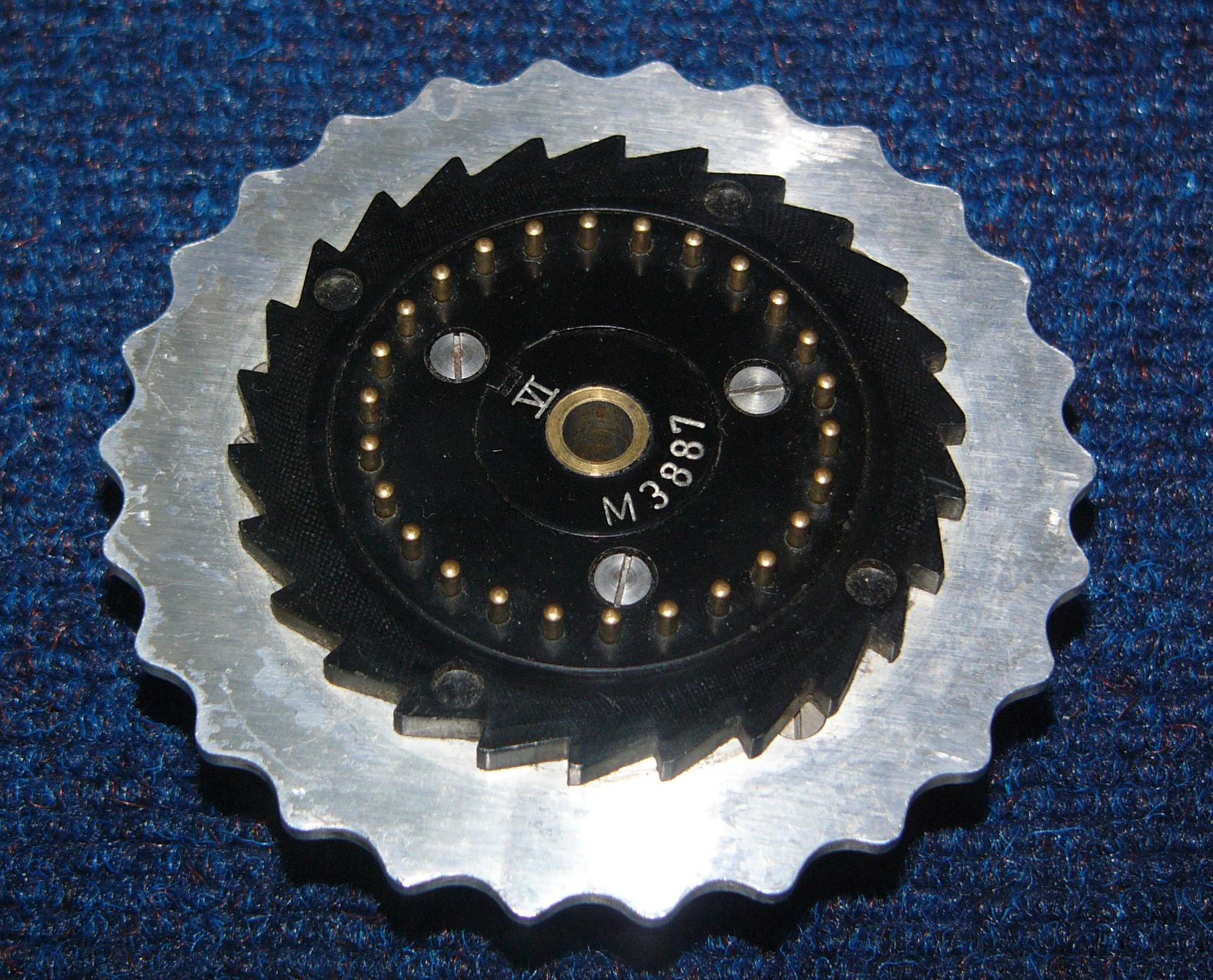
Az Enigma egyik alkatrésze

A tengerészeti kódok matematikusok általi megfejtése az atlanti csata fordulópontját jelentette. Már 1934-ben sikerült lengyel matematikusoknak hat Enigma-rejtjelezőgép összekapcsolásával részeredményeket elérniük, amiket később a Bletchley Parkban lévő rádiófelderítő hivatal (Government Code and Cypher School) rendelkezésére bocsátottak. Alan Turing vezetésével egy elektromechanikai kódtörő szerkezetet építettek, az ún. Turing-bombát. A német tengerészeti kódokat végül 1941 májusára sikerült feltörni, amit az tett lehetővé, hogy sikerült szert tenni a haditengerészeti kulcsok feloldásához szükséges, a gyakorlatban is használt Enigma-készülékek tárcsáira és a kódkönyveire.
A legnagyobb előrelépést az U 110 1941. május 9-én történt elfogása hozta. A Bulldog brit romboló megszerezte a tengeralattjáró Enigma rejtjelező készülékét és a kódkönyveit is, így az admiralitás birtokába került a római számozással jelölt tárcsák közül a „VI” és „VII” jelűnek, melyeket csak a Kriegsmarine használt. Ezen felül megszerezték még a hazai vizeken való rádiózás kézikönyvét (Handbuch für Funk in heimischen Gewässern), a döntő fontosságú Doppelbuchstabentauschtafelt (kétbetűs megfeleltető táblázat), a tiszteknek szóló különleges kulcsokat (Schlüsselunterlagen zum Reservehandverfahren, melyeket akkor alkalmazhattak, ha nem volt elérhető működőképes Enigma) és az Észak-Atlanti-óceán, illetve a Földközi-tenger négyzetes beosztásának térképét is. Ettől kezdve a britek a Dönitz és a tengeralattjárók közötti összes üzenetváltást el tudták olvasni. A megfejtésükhöz eleinte nagyjából 40 órára volt szükség. 1941 novemberétől már napi szinten tudták olvasni a rádióforgalmat.
Egy rövidebb, nem egészen egy hónapos holtidőszak lépett be a brit hírszerzés számára 1941. október 5. után, mikortól az OKM egy új, Triton nevű rejtjelkulcsot alkalmazott kizárólag az Atlanti-óceánon tevékenykedő egységeivel való kapcsolattartáshoz. Egy hosszabb, a britek számára különösen veszteséges, jó tíz hónapos információkimaradás következett 1942. február 1. után, mikor az Enigmát egy negyedik tárcsával egészítették ki (Enigma-M4). A Tritont csak 1942. december 12-étől tudták megfejteni, miután október 30-án a Petard tengerészeinek sikerült a süllyedő U 559 tengeralattjáróról kimenekíteni olyan szigorúan titkos kódkönyveket, mint a rövid kódok (Kurzsignalheft) és az időjárási jelentések rövid kulcsát (Wetterkurzschlüssel) tartalmazó füzeteket. A németek rádióforgalmának feltörése lehetővé tette a konvojok haladási irányának módosítását, elkerülve így az U-Bootok gyülekezési területeit, melyekre aztán rombolókból és kísérő repülőgép-hordozókból álló tengeralattjáró-vadász kötelékeket (Hunter-Killer-Groups) küldhettek.
1943-tól megjelentek a HF/DF rövidítéssel illetett rövidhullámú rádiós iránykereső készülékek (Kurzwellenpeilgeräte), melyek révén a rádiójeleket küldő tengeralattjáró pozícióját már egyetlen hajóról is be lehetett mérni. A Hunter-Killer-Groupok a bemért tengeralattjáró nyomába eredtek és igyekeztek mélységi bombákkal elpusztítani vagy olyan sokáig a víz alatt maradásra kényszeríteni, hogy elfogyjon az oxigénje vagy lemerüljenek az akkumulátorai. A végül felszínre emelkedni kénytelen tengeralattjárót ezután már könnyen elsüllyeszthették.
A tengeralattjáró-elhárítás egy másik eszköze a kísérő repülőgép-hordozók alkalmazása volt, melyeket a kereskedelmi hajók konvoja mellé osztottak be. Eleinte átmeneti megoldásként katapultokkal ellátott hajókat (CAM-hajókat), illetve a raktér felett leszállófedélzettel ellátott kereskedelmi hajókat (MAC-hajókat) használtak erre a célra, mielőtt 1942-ben megjelentek a speciálisan a tengeralattjárók elleni harcra szánt és sorozatban gyártott amerikai Bogue-osztály kisméretű repülőgép-hordozói. A repülőgépeik mind a felderítésben, mind az észlelt U-Bootok semlegesítésében szerepet kaptak. 1940-től kezdve a repülőgépeket felszerelték levegő-vízfelszín radarberendezésekkel és ezeket a háború előrehaladtával folyamatosan továbbfejlesztették.

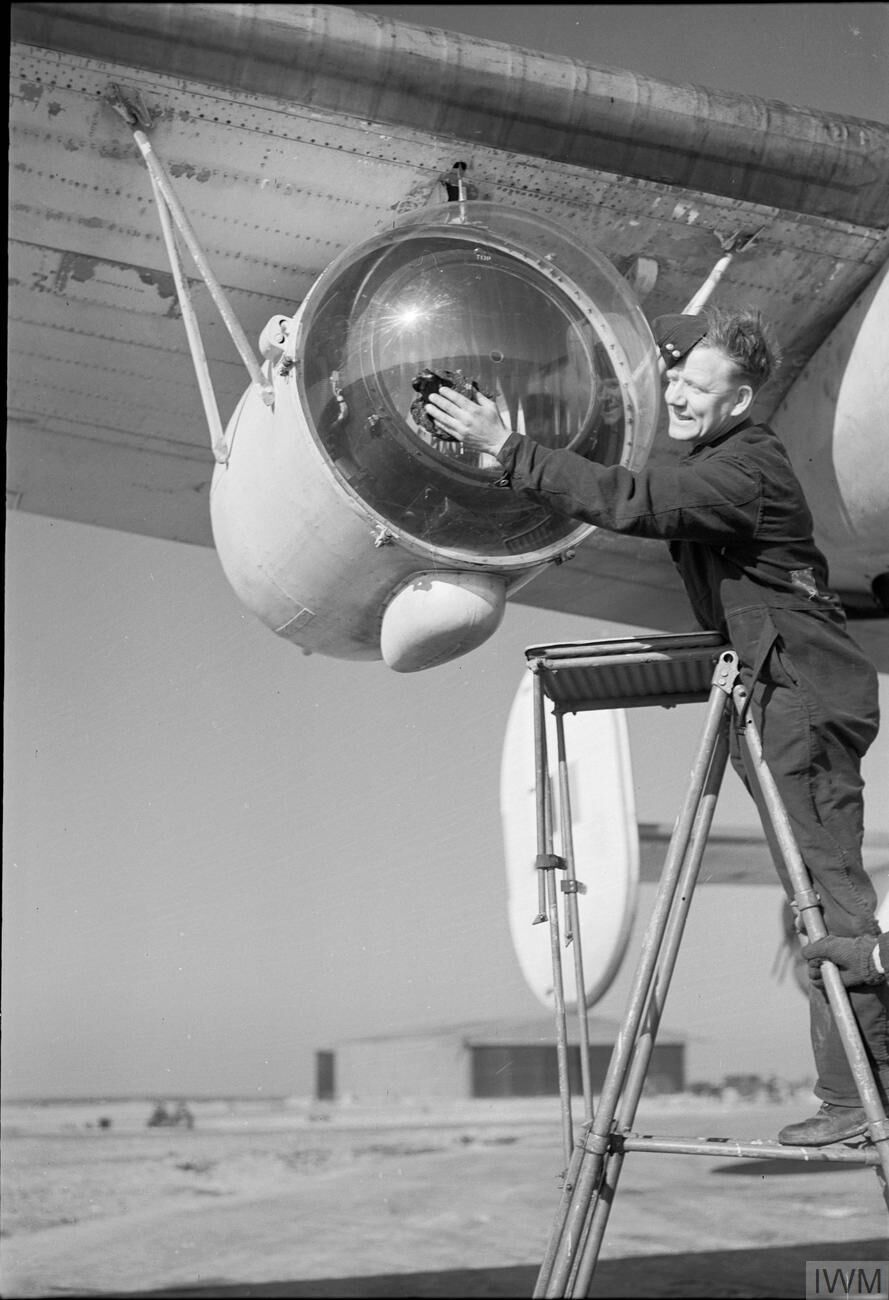
Leigh Light egy brit Liberator-bombázón

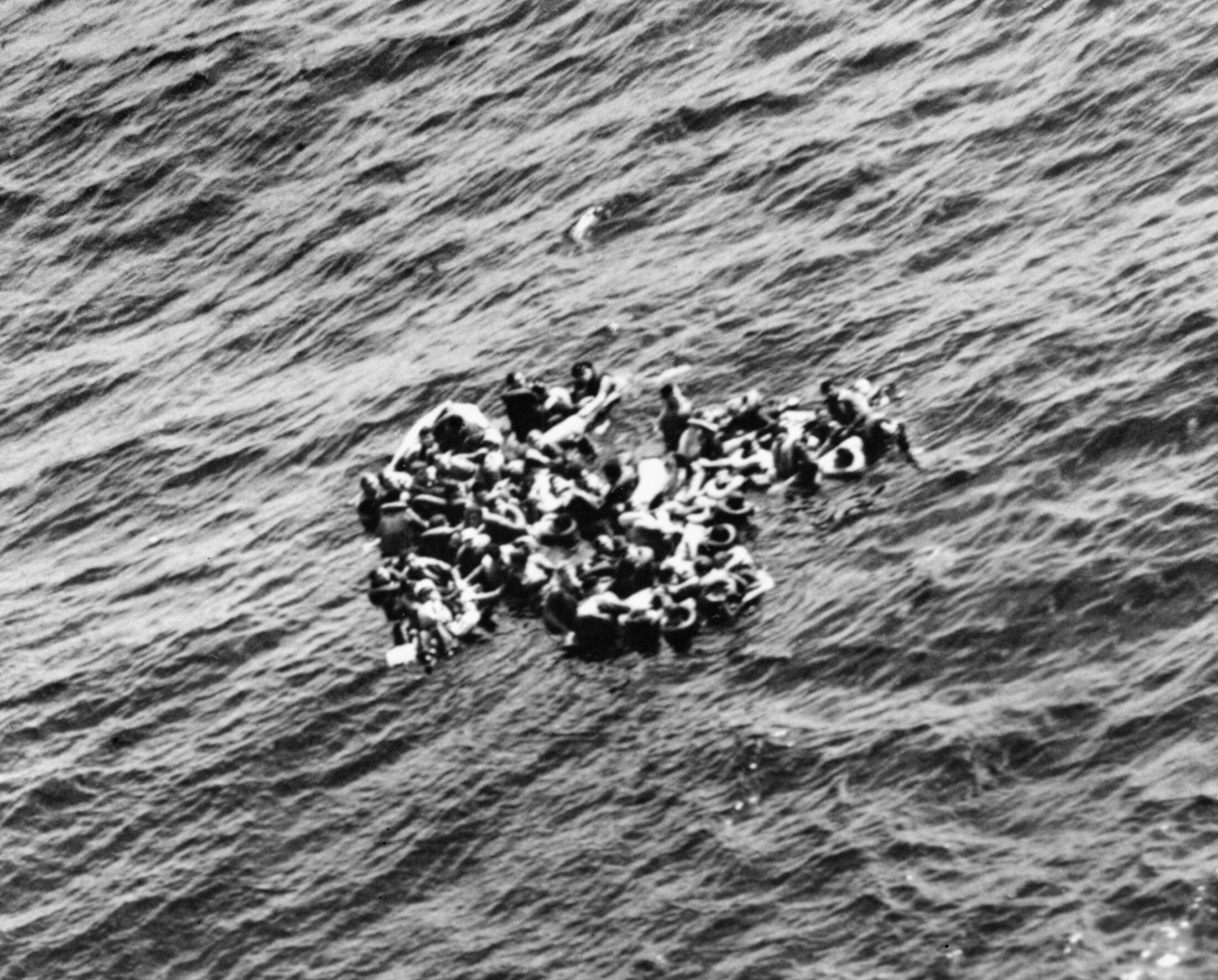
Elsüllyesztett tengeralattjáró legénysége vár kimentésére a vízben

1942 közepétől a repülőgépeket felszerelték az éjszakai támadást lehetővé tevő fényszórókkal (Leigh light). A radarok által észlelt és fényszóróval megvilágított U-Boot általában már nem tudott a támadás előtt alámerülni. A helyzetmeghatározás további eszköze a háború középső szakaszában megjelenő magnetométer (mágneses anomália detektor – MAD) volt, mely lehetővé tette a víz alatt lévő tengeralattjárók bemérését, bár gyakran még hibásan működött. A MAD-ok hibás méréseit kiküszöbölendő fejlesztették ki a szonárbójákat. Ezen eszközök továbbfejlesztett változatait manapság is a tengeralattjáróelhárítás kelléktárához tartoznak. A növekvő veszélyek hatására a tengeralattjárók légvédelmét megerősítették és továbbfejlesztették a radardetektorokat (pl. Metox), melyek azonban nem tartották a lépést az ellenséges radarok fejlesztéseivel. Mikor a nyugati szövetségesek a bombázóikat H2S típusjelzésű, centiméter hullámhosszúságú sávban dolgozó rádiólokátorokkal látták el, a németek a Naxos radardetektorral válaszoltak. A Kriegsmarine által kifejlesztett akusztikus célkereső Zaunkönig torpedók nem bizonyultak elég megbízhatónak és a válaszul kifejlesztett Foxer zavaróberendezéssel könnyen el lehetett téríteni.

#### Harmadik fázis: 1942. január–december
1941. december 11-én, négy nappal a Pearl Harbor elleni japán támadás után Németország hadat üzent az Egyesült Államoknak, mely állam már hónapok óta de facto háborúban állt vele. Dönitz ezt követően megváltoztatta a háborús célkitűzést a tengeralattjáró-fegyvernem számára: innentől már nem Nagy-Britannia blokádja volt a fő feladat, hanem a minél nagyobb mennyiségű hajótér elpusztítása (Tonnagekrieg). Ennek megfelelően a legnagyobb sikert ígérő területek kaptak prioritást. A IX-es típus nagy hatótávolságú tengeralattjáróit a Dobpergés hadművelet (Unternehmen Paukenschlag) végrehajtásához az Egyesült Államok partvidékéhez vezényelték, ahova 1942 januárjának első napjaira érkeztek meg. Az ekkor még gyengén megszervezett amerikai partvédelem nem tudott hatékonyan fellépni a támadásokkal szemben. Ebben az időszakban több hajót süllyesztettek el fedélzeti ágyúkkal, mint előtte bármikor és ezt a periódust nevezték a tengeralattjárósok „második boldog időszaknak” (zweite glückliche Zeit). Miután tavasszal erősödött a védelem, a bevetési területet kiterjesztették a Karib-tengerre és a dél-atlanti területekre is. A rövidebb hatótávolságú VII-es típusú tengeralattjárók ugyanakkor az észak-atlanti vizeken tevékenykedtek falkákba verődve és folyamatosan nyomás alatt tartották a konvojokat. Az év során több nagy konvojcsatára is sor került.
Az üzemanyagot és egyéb utánpótlást szállító ellátó-tengeralattjárók, az ún. „fejőstehenek” (Milchkühe) alkalmazása révén hamarosan a VII-es típusú egységek is képesek voltak az amerikai partok előtt tevékenykedni.
A bevethető német tengeralattjárók száma tovább növekedett és 1942 végén már 210 volt belőlük. 1942-ben több mint 8 millió tonna hajóteret süllyesztettek el, amivel ez az év lett a Tonnagekrieg legsikeresebb éve.

#### Negyedik fázis: 1943. január–május

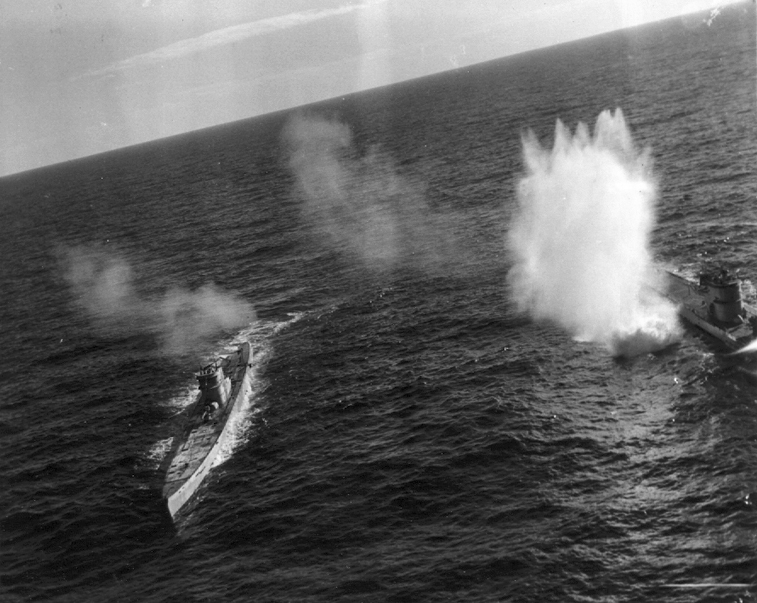
Légitámadás éri az U 66 és U 117 tengeralattjárókat (1943. augusztus)

1943 volt a fordulat éve a tengeralattjáró-háborúban. Az év elején érték el az U-Bootok az utolsó nagy sikereiket, mikor 1943 márciusában három „falka” összesen 43 tengeralattjárója Grönlandtól délre az SC 122 jelű konvoj 22 kereskedelmi hajóját (142 000 BRT) és a HX 229 jelű konvoj további 9 hajóját (45 000 BRT) süllyesztették el. E hadműveletek során még segítette őket, hogy az ellenséges légi felderítés az óceán középső részét ekkor még nem fedte le teljesen (Mittelatlantische Luftlücke).
Miután ezt a „hézagot” Grönlandra és Izlandra telepített távolsági bombázók segítségével betömték, az egész északi Atlanti-óceánt a levegőből ellenőrzés alá vonták. Ezzel egyidőben a konvojok kíséretét is megerősítették. Az 1942 novembere óta a nyugati megközelítési útvonalak (Western Approaches) főparancsnoka, az első világháborúban maga is sikeres tengeralattjáró-parancsnokként tevékenykedő Max Horton tengernagy egy sor taktikai változtatást eszközölt a konvojok biztosítása terén, melyek révén az U-Bootok vadászokból egyre inkább vadászottak lettek. Csak 1943 májusában 43 német tengeralattjárót semmisítettek meg. Dönitz a súlyos veszteségek miatt átmenetileg felfüggesztette a tengeralattjáró-háborút és a legtöbb falkában tevékenykedő tengeralattjárót visszahívta.

#### Ötödik fázis: 1943. június – 1945. május
Bár a német hadvezetés belátta, hogy az Atlanti-óceánon már alig kínálkozik esély sikerek elérésére, a háború végéig indítottak bevetéseket, hogy ezzel is nagy mennyiségű hadihajót, repülőgépet és katonaságot kössenek le. Az atlanti támaszpontok franciaországi partraszállás utáni elvesztése miatt a tengeralattjárókat Norvégiába helyezték át. Az angolszászok hatékonyabb elhárítási technikájára a Kriegsmarine is fejlesztésekkel igyekezett válaszolni:
A légperiszkóp (Schnorchel) eredetileg egy háború előtti holland fejlesztés volt, mely előbb még nem győzte meg alkalmazhatóságáról a német haditengerészetet, később azonban számos tengeralattjáróra utólag felszerelték vagy már ezzel felszerelve gyártották le. A XXI-es és XXIII-as típusú egységeknél bevonható teleszkópos rúdként a parancsnoki toronyba integrálták. A régebbi hajóknál a légperiszkóp rúdját a torony jobb oldalán fektették le a fedélzetre mikor nem használták. A berendezés segítségével friss levegőt tudtak a víz alatt haladó tengeralattjáró belsejébe juttatni, ami a dízelmotorok használatát is lehetővé tette ilyenkor. Az akkumulátorokat eközben fel lehetett tölteni vagy azok helyett lehetett használni a dízelmotorokat, ami lehetővé tette az előbbiek folyamatos feltöltött állapotban való tartását szükség esetére.

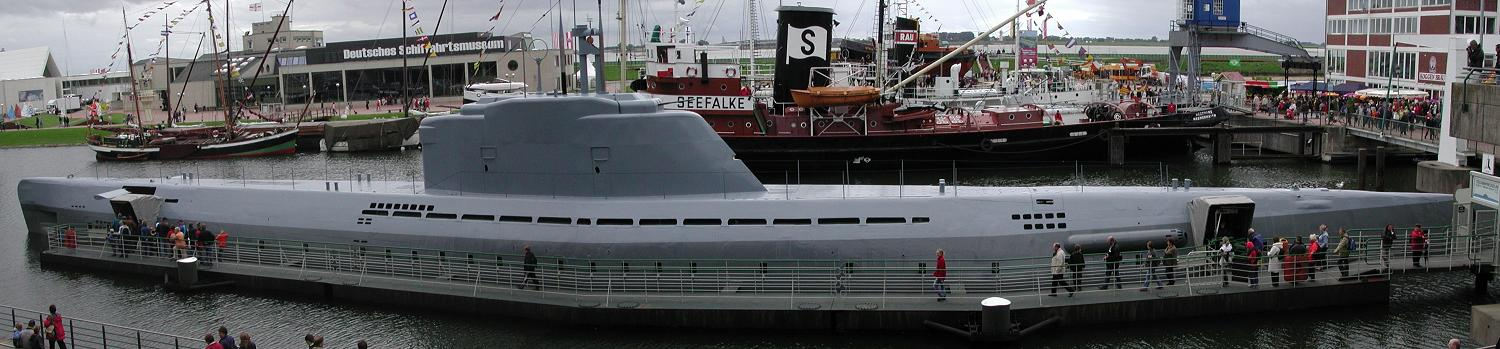
U 2540 (Typ XXI)

További német újítások voltak még a célkereső torpedók (Zaunkönig), a torpedóvető csövekből kijuttatott szonárzavaró eszközök (Bold), a szonárjeleket elnyelő hajótest-, illetve légperiszkóp-borítás, az aktív és passzív víz alatti és víz feletti rádiólokátorok. Az új típusú hajók (XXI és XXIII) építését is erőltették. A XXI-es típust a szekciókban való gyártása révén hamarabb elő lehetett állítani.
Alternatív meghajtással is próbálkoztak a XVII-es típus esetében a Walter-turbinák révén. Ezen új fejlesztésű tengeralattjáró-osztályok egységei közül csak néhány XXIII-as típusú ért el sikereket. A legtöbbjük a háború végén is még csak a kiképzési fázisban volt.
A Tonnagekrieg azonban már 1943-ban eldőlt: ebben az évben 287 U-Boot veszett oda, közel kétszer annyi, mint az előző három évben összesen. Ugyanakkor az elsüllyesztett hajótér lecsökkent és 1943-ban már csak 3,5 millió BRT volt, ami alatta maradt a legyártott új hajótérnek. Ez a tendencia a háború végéig folytatódott: 1944-ben és 1945-ben már csak 1,5 millió BRT-t sikerült megsemmisíteni. Ezzel szemben 241 U-Boot veszett oda 1944-ben és 153 1945-ben.
A német tengeralattjáró-háborúval kapcsolatban Winston Churchill később ezt a többek által erősen vitatott indokoltságú megjegyzést vetette papírra:
„Az egyetlen dolog, amitől igazán féltem a háború alatt az a tengeralattjárók jelentette veszély volt.”

### Más államok tengeralattjárói az Atlanti-óceánon

#### Olasz tengeralattjárók
Az Olasz Királyi Haditengerészet (Regia Marina) 1940 júniusában több mint 100 tengeralattjáróval rendelkezett, ami az egyik legnagyobb tengeralattjáró-flottának számított a világon. Technikai hiányosságok miatt néhányuk csak felderítési és áruszállítási feladatokat kapott, míg a harci bevetésekre alkalmasakat a Máltába tartó, erősen védett konvojok ellen vetették be. A nagy hatótávolságú tengeralattjárókat már röviddel a hadba lépés után az Atlanti-óceánon tervezték alkalmazni, ahol nagy sikereket reméltek elérni velük. Már 1940 nyarán kifutottak az első olasz egységek az óceánra, de eközben mindig át kellett haladniuk a Gibraltári-szoroson, ami nagyon kockázatos vállalkozásnak számított. Emiatt BETASOM kódnévvel hamar létesítettek egy tengeralattjáró-támaszpontot Bordeaux-ban. 1941-ig 32 olasz tengeralattjáró került bevetésre az Atlanti-óceán északi részén, de így is 70%-kal kevesebb hajóteret süllyesztettek el, mint német kollégáik. Koordinációs nehézségek miatt az olasz tengeralattjárókat az óceán középső és déli részére irányították át, némelyik olasz egységet az Indiai-óceánon is bevetették. Az 1941-től 1943-ig terjedő időszakban is 32 olasz tengeralattjáró tevékenykedett az Atlanti-óceánon. Ezek közül 16 süllyedt el ellenséges behatásra és 6 adta meg magát. A Regia Marina tengeralattjárói összesen 106 hajót süllyesztettek el (564 472 BRT), a Da Vinci egyedül 17-et (120 243 BRT).

#### A nyugati szövetségesek tengeralattjárói
A német tengeralattjárókkal ellentétben, melyeket a távoli vizeken való kereskedelmi háború folytatására terveztek, a legtöbb szövetséges tengeralattjáró csak kis hatótávolsággal rendelkezett és főként a német kikötők és támaszpontok megfigyelésére alkalmazták őket. E feladatokat a britek mellett francia (pl.: Doris), holland (O 21), sőt a Wilk révén lengyel tengeralattjárók is ellátták, melyek a honi bázisok német megszállása után angol támaszpontokra hajóztak át. A háború későbbi időszakában a britek saját egységeikből is adtak át szövetségeseiknek, így norvég tengeralattjárósok is részt vettek a háborúban.
A brit és francia tengeralattjárók legjelentősebb bevetésére még a háború elején Norvégia megszállásakor került sor, illetve a német ellenakció (Weserübung hadművelet) miatt az országért vívott harcok során. A brit tengeralattjárók előzőleg fontos szerepet kaptak Norvégia háborúba kényszerítésében. A Wilfried hadművelet során nekik kellett aknamezőket telepíteniük Narvik kikötője elé. A brit tengeralattjárók a Kriegsmarine felszíni egységeinek súlyos veszteségeket okoztak és többek között elsüllyesztették a Karlsruhe könnyűcirkálót, a Brummer tüzérségi kiképzőhajót és súlyosan megrongálták a Lützow nehézcirkálót.
A Norvégiáért folyó harcok után a britek a tengeralattjáróikat alkalmazták a konvojok védelmezésére és aknamezők létesítésére is. A nyugati szövetségesek legsikeresebb tengeralattjárója a térségben a francia Rubis aknatelepítő volt, mely főként a norvég partok előtt tevékenykedett.
A francia kapituláció után Nagy-Britannia és Franciaország tengeralattjárói egy ideig egymás ellen is harcoltak. Főként a németbarát Vichy-Franciaország területén maradt tengeralattjárókkal kerültek harcérintkezésbe a britek, míg a Szabad Francia Erők zászlaja alatt hajózó egységek a Royal Navy-hez csatlakoztak. A Vichy és Nagy-Britannia közötti legjelentősebb tengeri összetűzés a dakari ütközet volt 1940. szeptember 20—25-én. A Fenyegetés hadművelet (Operation Menace) során brit hadihajók lövették Dakar kikötőjét. A támadás oka az volt, hogy a nyugat-afrikai francia csapatok Vichy oldalára álltak és ezáltal veszélyeztették az Atlanti-óceánon haladó kereskedelmi útvonalakat. Emiatt London megelőző csapást akart mérni az itteni francia támaszpontokra. Az ütközet során a Bévéziers tengeralattjáró torpedóval megrongálta a HMS Resolution csatahajót, míg a francia Ajax tengeralattjárót elsüllyesztette a Fortune romboló.

### Tengeralattjárók a Földközi-tengeren

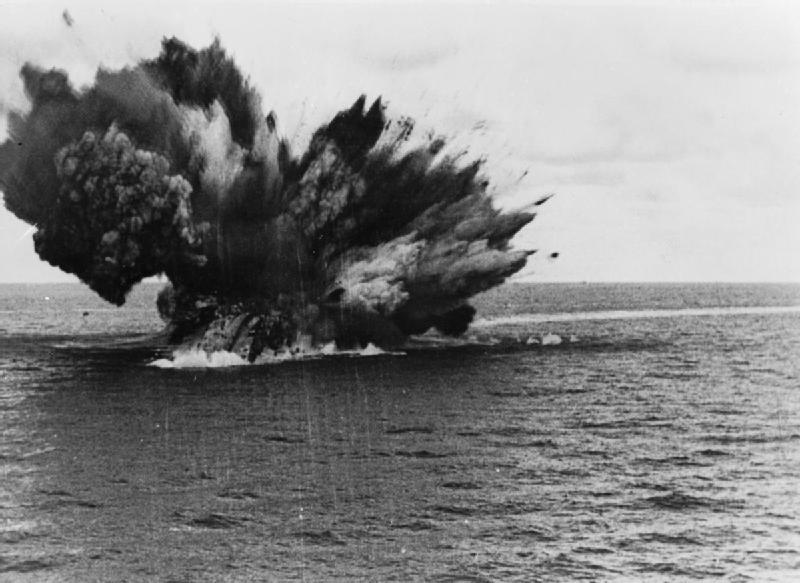
A Barham brit csatahajó torpedótalálatok után oldalára dőlve felrobban (1941. november 25.)

Dönitz ellenvetései ellenére az OKM 1941 őszén Hitler kívánságára tengeralattjárókat vont ki az atlanti hadszíntérről és a Földközi-tengerre helyezte át őket, hogy a tengelyhatalmak Észak-Afrikában harcoló csapatainak utánpótlási vonalaira nehezedő nyomást csökkentsék. Habár az olaszok hadba lepésükkor jóval több tengeralattjáróval rendelkeztek, mint német szövetségeseik, nem tudták kivívni a fölényt a Mediterráneumban.
Az U-Bootok számára a Földközi-tengeren kevesebb célpont kínálkozott, leszámítva a Málta ellátására indított brit konvojokat. A tengeri stratégia szempontjából az itteni bevetésük nem volt indokolt.
Bár elértek néhány jelentős propaganda értékű sikert nagy hadihajók, mint az Ark Royal és az Eagle repülőgép-hordozók, valamint a Barham csatahajó elsüllyesztésével, de a térségben és a Gibraltári-szoroson áthaladás közben elveszített egységek száma összességében nem állt arányban az elsüllyesztett kereskedelmi hajók számával. Az U-Bootok a Földközi-tengeren nagyjából 40 hadihajót és 140 kereskedelmi hajót süllyesztettek el, ugyanakkor 65 veszett oda közülük, 24 a teljes személyzetével együtt.
A brit tengeralattjárók ezzel ellentétben a máltai, gibraltári és alexandriai bázisaikról sikeresen harcoltak a tengelyhatalmak Észak-Afrikába utánpótlást szállító hajói ellen és egy jelentős részét a hadianyagnak az Ultrának köszönhetően el tudták süllyeszteni, ami nagy hatással volt az afrikai harcokra.

### Tengeralattjáró-háború a Balti-tengeren
A Balti-tenger csak a háború kezdetén és végén volt a tengeralattjáró-háború hadszíntere, mivel nyugatról csak a Skagerrakon és a Kattegaton keresztül lehetett ide bejutni, mely szorosokat a németek Dánia és Norvégia megszállásával ellenőrzésük alá vonták. Emiatt a tengeri háborút a Balti-tengeren csak a part menti országok (Németország, Finnország, Szovjetunió) vívták. A német tengeralattjárók részt vettek az 1939-es lengyel hadjáratban a kikötők blokádolásával. Hajót nem süllyesztettek el ez idő alatt egyet sem. Lengyelország öt tengeralattjárójából három a semleges Svédországba hajózott át, ahol a háború végéig internálták őket.
A Wilknek sikerült eljutnia Angliába, míg az Orzelt előbb Tallinnban internálták, ahonnan attól tartva, hogy Észtország szovjet megszállás alá kerülhet és hadifogságba esnek, térképek nélkül szintén Angliába távozott.
Miután 1941 végéig a Balti-tenger egész keleti partja a körülzárt Leningrád kivételével német ellenőrzés alá került, egészen 1944-ig nem került sor itt jelentősebb harci cselekményekre. A német és finn tengeralattjárók főként próbautakra és kiképzés céljából hajóztak a tengeren, illetve aknazárakat létesítettek a Finn-öbölben és Kronstadt előtt, mivel a haditengerészet vezetősége tartott attól, hogy a szovjet hadihajók megpróbálnak kitörni.
Csak a háború vége felé, mikor más balti támaszpontok is a kezükre kerültek, tudtak a szovjet tengeralattjárók az aknazárakat megkerülve harci tevékenységet folytatni a Balti-tengeren és a kelet-porosz és kurföldi katlanok utánpótlását veszélyeztetni. E tevékenységük közben a történelem három legsúlyosabb hajókatasztrófáját okozták: 1945. január 30-án az S-13 (С-13) megtorpedózta a menekülteket szállító Wilhelm Gustloffot mintegy 9000 ember halálát okozva. Ugyanez az egység február 10-én a Steubent süllyesztette el, a halálos áldozatok száma 3600 körül volt. A Goyát április 16-án az L-3 (Л-3) süllyesztette el. Ekkor 6000 ember veszett oda.

### Tengeralattjárók a Fekete-tengeren

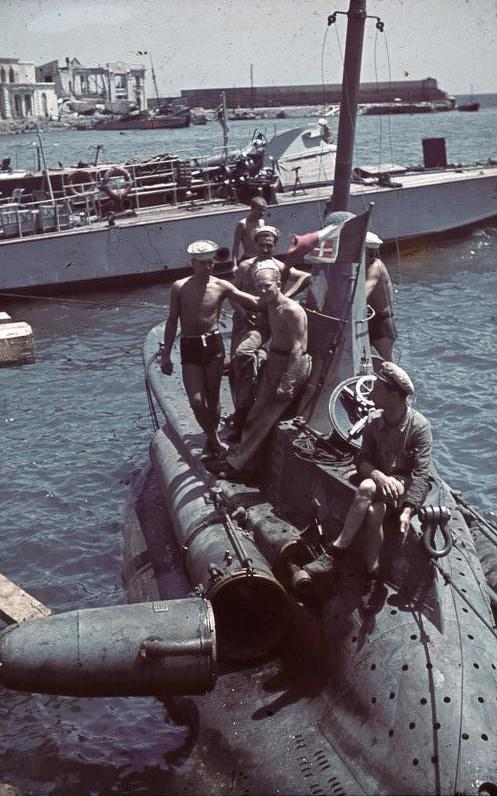
Olasz mini-tengeralattjáró a Krím-félszigeten (1942)

Románia tengelyhatalmak oldalán való hadba lépése után hat (Typ II) német tengeralattjárót (U 9, U 18, U 19, U 20, U 23 és U 24) helyeztek át Konstanca kikötőjébe, hogy a Krím elleni német támadást támogassák. A kiképzésre használt hajók a Balti-tengerről előbb az Elbán felhajóztak Drezdáig, majd a vízből kiemelve őket szárazföldi úton, főként autópályán Ingolstadtba szállították őket. A transzportáláshoz részben szétszerelték és oldalukra döntve szállították őket, hogy az alacsonyabb hidak alatt is áthaladhassanak. A folyamon való szállításhoz a hajótestet úszótestekkel fogták közre. A Duna elérése után Bécsben állították őket helyre, majd a Fekete-tengerre érve szerelték fel őket.
A Fekete-tengeren a tengeralattjárók főként a szovjet hadsereg utánpótlási vonalait támadták. Hivatalos adatok szerint összesen 26 hajót süllyesztettek el 45 426 BRT összhajótérrel. A német tengeralattjárók tevékenysége itt 1944. szeptember 10-én ért véget, mikor a konstancai támaszpont elvesztése után az utolsó három egységet a török partok közelében legénységük elsüllyesztette. Előzőleg 1944 augusztusában az U 18-at és az U 24-et elhasználódásuk és károsodásuk miatt szintén elsüllyesztették, míg az U 9-et szintén még ebben a hónapban szovjet repülőgépek bombái pusztították el.
A német egységek mellett három román tengeralattjáró is tevékenykedett a Fekete-tengeren, de jóval szerényebb eredményeket tudtak csak felmutatni. Olasz gyártmányú mini-tengeralattjárókat is bevetettek itt, melyek szolgáltak olasz és román vezetés alatt is. Ezen olasz egységek többnyire gyorsnaszádokkal működtek együtt.
A szovjet Fekete-tengeri Flotta tengeralattjáróit szintén a kereskedelmi hajók ellen vetették be. A Fekete-tengeren vívott tengeralattjáró-háború legismertebb eseménye a panamai zászló alatt hajózó bolgár Struma gőzös megtorpedózása volt a szovjet Scs-213 (Щ-213) tengeralattjáró részéről. A gőzös elsüllyedésekor 768 zsidó menekült veszítette életét.

### A Monszun tengeralattjárók
A Monszun avagy kelet-ázsiai tengeralattjáró-csoporthoz (Gruppe Monsun; Monsunboote avagy Ostasienboote) jórészt nagy hatótávolságú U-Bootok tartoztak, főként a IX-es típusból (Typ IX D2), melyek 1943-tól kezdődően a mai Malajzia területén lévő penangi támaszpontról az Indiai-óceánon, illetve kisebb részben a Csendes-óceánon tevékenykedtek. Az U-Bootok itteni alkalmazásának oka a japánok azon kívánsága volt, hogy tanulmányozhassák a német tengeralattjáró-technikát. Ezenkívül Dönitz az itteni, még védelemmel nem rendelkező területeken elért sikerektől azt remélte, hogy ellenséges erőket vonnak el a fő hadszínterektől. A bevetést csekélyebb mértékben bár, de indokolta az is, hogy a tengeralattjárók utasokat, technológiákat szállíthattak és ritka nyersanyagokkal térhettek vissza. Ez az út azonban messze meghaladta a tengeralattjárók maximális hatótávolságát, ezért bonyolult előkészítést igényelt a megszervezésük, hogy útközben tankhajókról és más tengeralattjárókról kiegészíthessék a készleteiket.

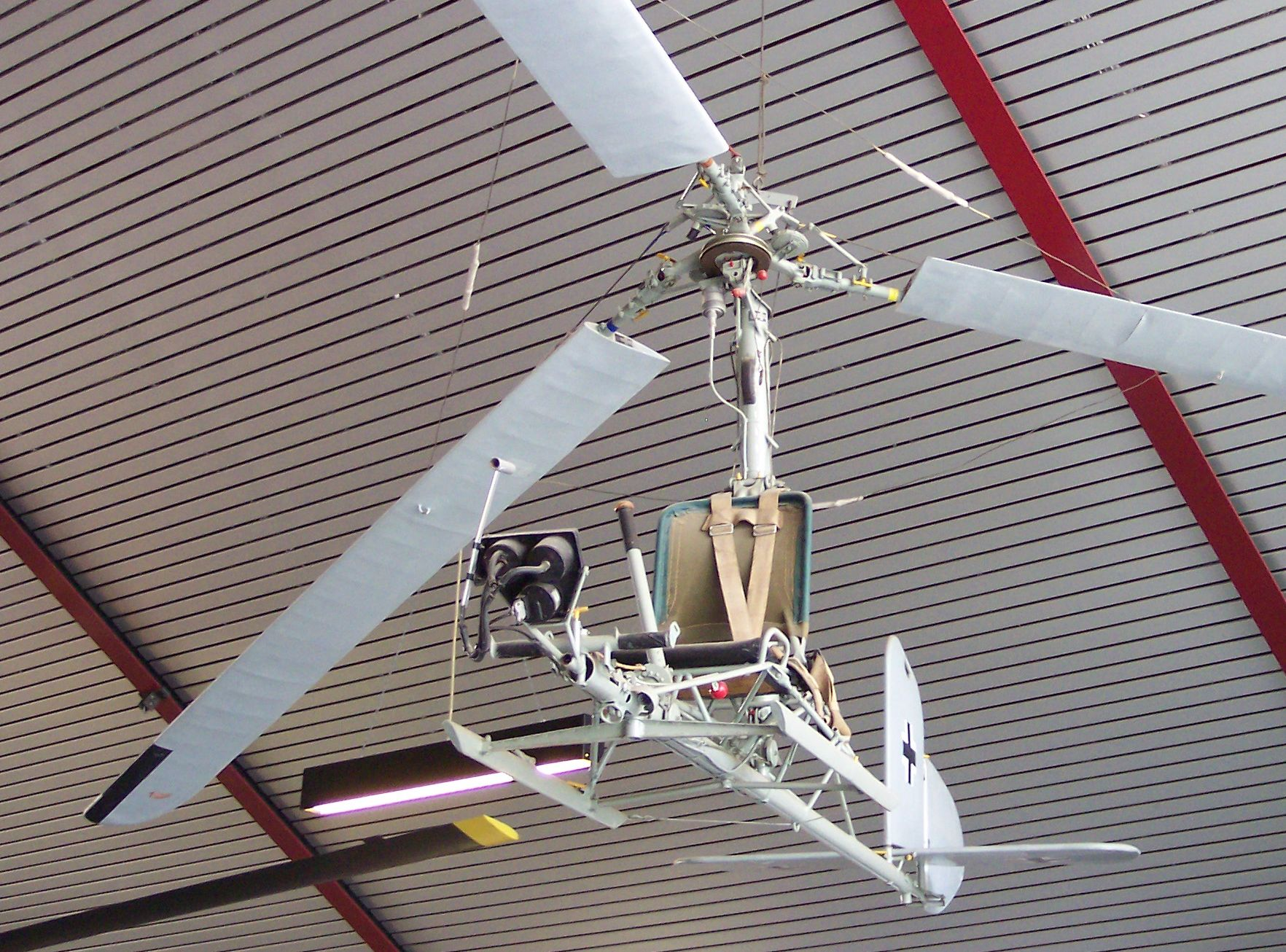
Néhány Monsunboot által felderítésre használt Focke-Achgelis FA 330 girokopter

Elsőként az U 511 (Marco Polo) érte el Penangot, melyet átadtak a Japán Birodalmi Haditengerészetnek. A RO-500 néven japán szolgálatba állt hajó korábbi legénysége alkotta a penangi német bázis törzsét és a később beérkező Monszun tengeralattjárók legénységét is közülük pótolták szükség esetén.
Álcázásul a német tengerészek Penangban polgári ruhában mutatkoztak, a gallérjukon fekete-fehér-piros kokárdával, hogy a japán hatóságok felismerhessék őket. A 11 tengeralattjáróból, melyek július első heteiben elhagyták Európát csak öt érkezett meg az Indiai-óceánra szeptemberben, közvetlenül az éves monszunesőzések után. Az áthelyezést jelentősen megnehezítette, hogy az útközbeni ellátásukra kijelölt Milchkuhkat (fejősteheneket) elsüllyesztették vagy vissza kellett forduljanak. Emiatt az első hullámban átküldeni szándékozott 11 U-Boot közül kettőnek át kellett vennie az ellátóhajók szerepét, négy másikat pedig már az Atlanti-óceánon elsüllyesztettek. Az öt célba érő egység több hajót is el tudott süllyeszteni az Indiai-óceánon.
A második hullám négy egységéből csak az U 510 jutott el a Távol-keletre. A másik hármat még a déli atlanti vizeken süllyesztette el a növekvő fenyegetésre reagáló ellenség. Az U 510 is tudott sikereket elérni az Indiai-óceánon. A fellépő torpedóhiány miatt úgy döntöttek, hogy az első hullámban érkezett U-Bootok közül hármat visszaküldenek Franciaországba. Közülük kettőnek sikerült megtennie az utat, a harmadiknak vissza kellett térnie Penangba, mivel az egyik ellátásukra rendelt tartályhajó elsüllyedése után ez az egység pótolta ki az egyik útját folytató tengeralattjáró üzemanyagkészletét.
A veszteségek ellenére a tengeralattjárók bevetését a Távol-Keleten sikeresnek ítélték és ezért további egységek áthelyezését vették tervbe, köztük két Typ VII F torpedószállítóét, melyeket teljesen szállítási feladatokra építettek át, illetve további harci bevetésekre szánt vadásztengeralattjárókét. A Csendes-óceánon a tengeralattjárók aktivitása 1944 július–augusztusában tetőzött. Az itt bevetett egységek közül csak nagyon kevés tért vissza Európába. A legfigyelemreméltóbb járőrözést az U 862 hajtotta végre, mely az egyetlen olyan U-Boot volt, mely a Csendes-óceánra is behatolt és ausztrál partoknál elsüllyesztett egy amerikai kereskedelmi hajót.
Az egyik ilyen Monszun tengeralattjáró volt a Heinz-Wilhelm Eck sorhajóhadnagy parancsnokolta U 852, mely elsüllyesztette a görög Peleus teherhajót. A parancsnok attól tartva, hogy másnap az ellenség légi felderítése észlelheti a felszínen lebegő roncsokat és ezért kutatni fognak hajója után, utólag visszatért a támadás helyszínére és a tengeralattjáró legénységének néhány tagja kézi fegyverekkel és kézigránátokkal igyekezett eltüntetni a nyomokat, megölve a mentőtutajokon lévő túlélők többségét is. Ecket és két tiszttársát a Peleus-incidens miatt a háború után elítélték, mint háborús bűnösöket és kivégezték őket. A Gruppe Monsun egyik fő feladata volt az áruk és fontos nyersanyagok, mint a volfrám vagy a gyógyszerek alapanyagául szolgáló kinin és ópium szállítása. Erre a szállítási feladatra az Aquila-program keretében átalakított olasz tengeralattjárókat is felhasználtak. A Japán és Németország közötti nyersanyagszállítás olyannyira fontos volt, hogy még 1945 áprilisában is útnak indították az U 234-et egy uránoxid szállítmánnyal, egy szétszerelt Me 262 sugárhajtású repülőgéppel, német technikusokkal és két japán tiszttel a fedélzetén Japán felé. A háború végén a tengeralattjáró egy amerikai kikötőbe hajózva adta meg magát. Két U-Boot egyenként 272 tonna szállítmánnyal 1945 elején érkezett haza Penangból, négy további már a háború után érkezett vissza. Összesen a Kriegsmarine 41 tengeralattjárója teljesített szolgálatot 1943-tól kezdődően a kelet-ázsiai vizeken.

### A kapituláció után
1945. május 4-én Dönitz utasította a bevetésen lévő tengeralattjáróit a harctevékenység beszüntetésére. A korábban érvényben lévő Szivárvány parancs (Regenbogen-Befehl) értelmében – melyet azonban május 4-én Dönitz hatályon kívül helyezett – a 376 megmaradt U-Bootból 216-t (más források szerint 232-t) a saját legénysége süllyesztett el. 154 jutott az ellenség kezére hadizsákmányként, melyek közül néhányat kutatási célokra alkalmaztak vagy szolgálatba állítottak. 115-öt az Deadlight hadművelet keretében süllyesztettek el az Atlanti-óceánon. A megmaradt Monszun hajókat japán legénység vette át. Az U 530 és az U 977 parancsnokai úgy döntöttek, hogy a semleges Argentínába hajózva kapitulálnak. Az Atlanti-óceánt nagyobbrészt a felszín alatt áthajózva 1945. július 10-én (U 530), illetve 1945. augusztus 17-én (U 977) érkeztek a Rio de la Platához.

### Veszteségek
A Kriegsmarine tengeralattjáró-háborújában az összesen 1162 megépített U-Bootból 863 jutott el harci bevetésig, közülük 784 veszett oda. A 40 000 tengeralattjárósból 30 000 veszítette életét. Az általuk elsüllyesztett 2882 kereskedelmi hajó és 175 hadihajó fedélzetén valamivel több, mint 30 000 fő halt meg.
A haditudósítóként az U 96 fedélzetén maga is bevetésen részt vevő Lothar-Günther Buchheim később visszatekintve így nyilatkozott a veszteségekről:
Az U-Bootokat „vaskoporsóknak” nevezték. Amit akkoriban „véráldozatnak” neveztek, tehát a veszteségi kvótára utalva, az a tengeralattjárósoknál magasabb volt, mint bármelyik másik fegyvernemnél. A 40 000 tengeralattjárós közül 30 000 az Atlanti-óceánon maradt. Sokuk még meg sem érte a férfikort – valójában félig még gyerekek voltak. Az egész tengeralattjáró-háború egy hatalmas gyermekek keresztes hadjárata volt. A fedélzeten voltak 16 évesek is, a háború vége felé voltak 19 éves vezető mérnökök és 20 éves parancsnokok, akiket egyfajta gyorskelesztőben tettek frontbevetésre alkalmassá, hogy az egyik legborzalmasabb módon vigyék át őket az életből a halálba. Én mindig tiltakoztam az ellen, hogy a halotti értesítőkben a tengeralattjárósoknál az álljon, hogy a harcban elestek. Ők elsüllyedtek, megfulladtak, mint a felesleges kismacskák a zsákban mikor vízbe dobják őket.

### A csendes-óceáni hadszíntér
A csendes-óceáni háborúban mind Japán, mind az Egyesült Államok jelentős tengeralattjáró-flottával rendelkezett. Rajtuk kívül még néhány brit és holland egység tevékenykedett ezen a hadszíntéren.

#### A Japán Császári Haditengerészet tengeralattjárói

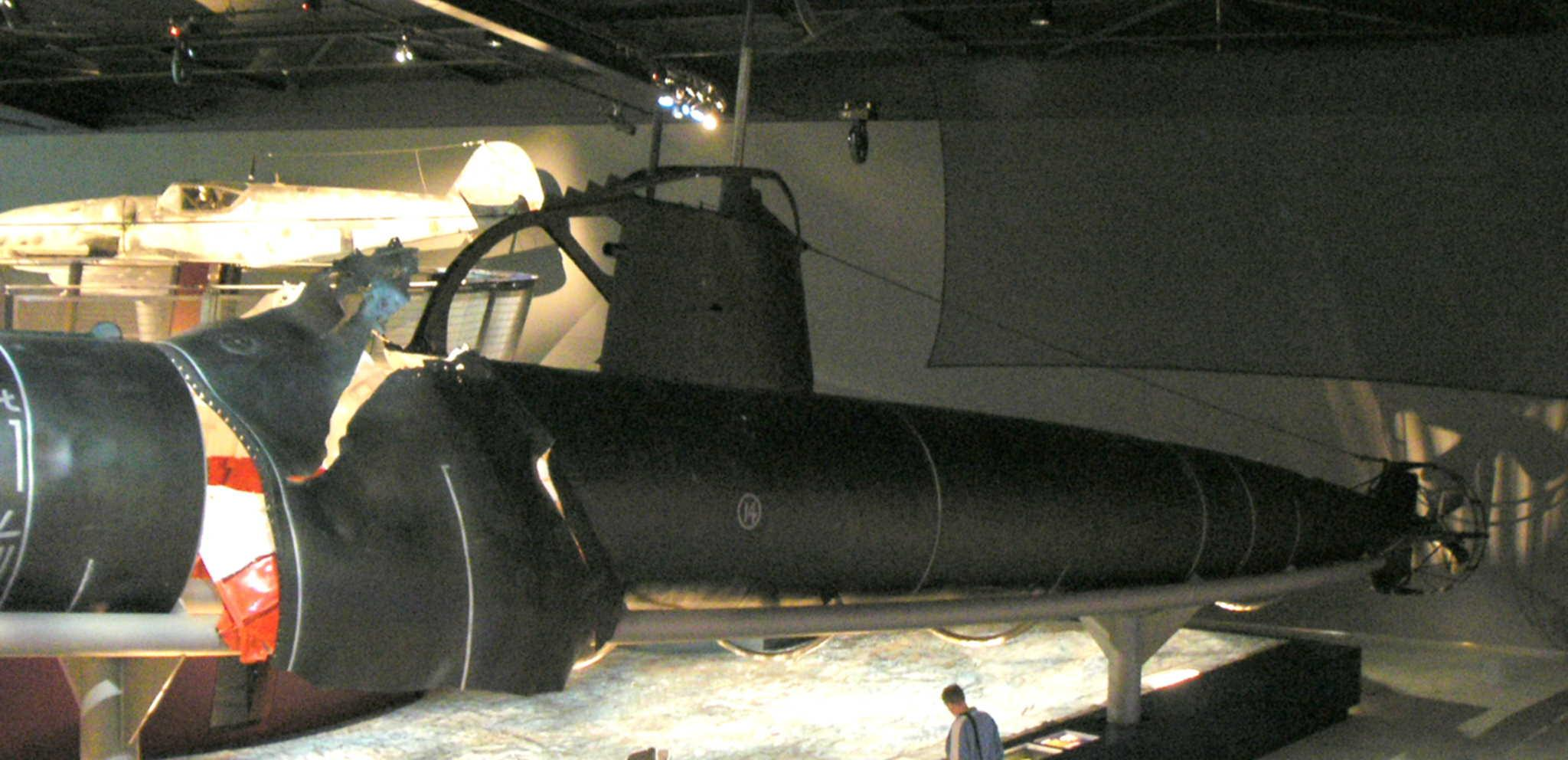
1942-ben Sydney-nél elfogott japán mini-tengeralattjáró

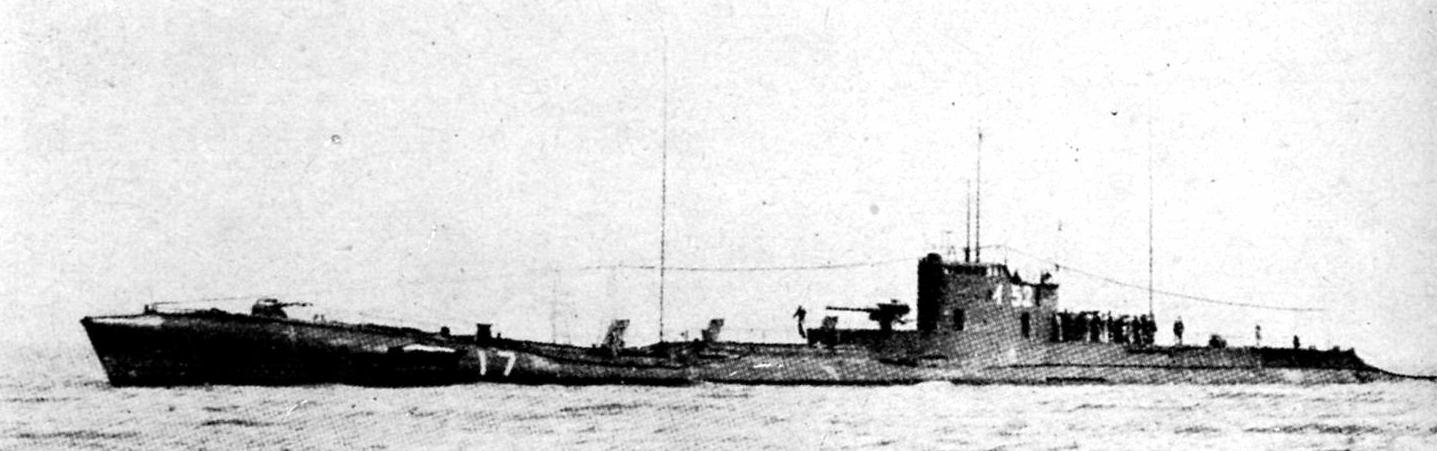
I-52 japán tengeralattjáró (C3-típus)

A japán tengeralattjáró-flotta számos típussal rendelkezett, azonban ezek nem számítottak különösen modernnek mivel a japán haditengerészetnél nagyobb hangsúlyt fektettek a felszíni hajókra. A nagyobb egységekkel a bevetési terület közelébe vontatott kisméretű tengeralattjárókon és repülőgép-hordozó tengeralattjárókon kívül a japánok rendelkeztek még flotta- és szállító-tengeralattjárókkal is. A doktrínáiknak megfelelően főként hadihajók ellen vetették be őket és ezért nem süllyesztettek el nagyszámú hajót.
A japán tengeralattjárók méretük szerint különböző jelzést kaptak. A nagy flotta-tengeralattjárók neve I betűvel kezdődött, a közepes méretűek Ro-val. A speciális bevetésekre szánt kisméretű egységek Ha-jelzésűek voltak és az I-jelzésűek közül némelyik tudta őket szállítani. Hidroplánok szállítására különleges kialakítású tengeralattjárókat építettek. A japánok 95 típusjelzésű torpedói számítottak a legmodernebbeknek.
A csendes-óceáni hadszíntér egyik első bevetése a kisméretű tengeralattjárók Pearl Harbor elleni támadás támogatására való alkalmazása volt, de az összes egység odaveszett. Ezt követően számos csendes-óceáni sziget megszállásánál jelen voltak és a Maláj-félszigetet evakuáló ellenséges szállítóhajókat támadták. Részt vettek aknazárak létesítésében és felderítő utakat teljesítettek, melyek közben olykor hidroplánokat is felküldtek a levegőbe.
A nagy tengeri és légi csatákban a japán tengeralattjárók kevés szerepet játszottak. A midwayi csatában is alig vettek részt, bár a már megrongált Yorktown repülőgép-hordozót és az egyik segítségére siető rombolót sikerült egy japán tengeralattjárónak elsüllyesztenie. A Guadalcanalnál elsüllyesztették a Wasp repülőgép-hordozót és az O’Brien rombolót, valamint megrongálták a North Carolina csatahajót. Ezek az esetek azonban inkább kivételek voltak és gyakrabban vettek részt a kereskedelmi háborúban, hajtottak végre speciális küldetéseket, felderítő- és szállítói feladatokat. Bevetési területük lefedte a teljes Indiai-óceánt és a Csendes-óceánt Ausztráliától az Aleut-szigetekig. Egyes japán egységek eljutottak az Atlanti-óceánra is és a nyugat-franciaországi német bázisokról kiindulva tevékenykedtek. Érdekes, ám eredménytelen bevetéseik voltak 1942 nyarán az ausztrál Sydney és a madagaszkári Diego Suarez kikötők elleni támadások.
A német veszteségekhez hasonlóan a japánoké is erősen megugrott 1943-tól kezdődően, mivel a szövetségesek a Csendes-óceánon is alkalmazták ugyanazokat az elhárítási technikákat, mint amiket az Atlanti-óceánon. A japán tengeralattjáró-flotta vereségét jól mutatja az amerikai England romboló vezette tengeralattjáró-vadász csoport sikere. 1944 májusában a csoport 13 nap leforgása alatt hat japán tengeralattjárót semmisített meg. A folyamatos fejlesztések helyett a haditengerészet a kamikazetorpedók (kaiten) gyártását szorgalmazta. Csak a háború utolsó évére fejlesztettek ki új típusú hajókat, mint pl. a Sen-Taka-osztályt, melyek koncepciója a németek XXI-es típusú U-Bootéira hasonlított. Bevetésükre már nem került sor. A háború végéig a japánok 127 tengeralattjárót veszítettek el.
Egy ismertté vált japán siker volt, mikor 1945. július 30-án az I-58 elsüllyesztette az Indianapolis nehézcirkálót, mely a nyugati partra Tinianról volt visszatérőben, ahova a Hirosima ellen bevetett atombomba robbanótöltetét szállította

#### Az Egyesült Államok tengeralattjárói

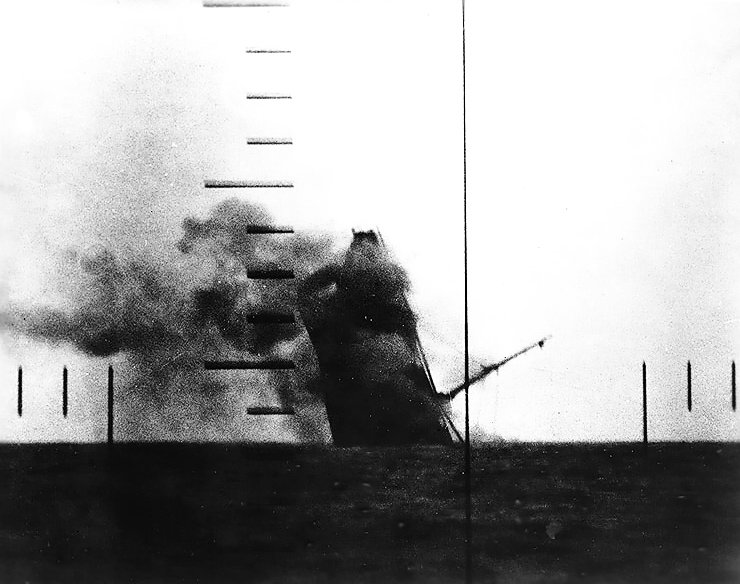
A Wahoo által megtorpedózott Nittsu Maru japán teherhajó süllyedőben (1943. március 23.)

A US Navy a tengeralattjáróit a hagyományos vadászatok mellett számos speciális feladatkörben alkalmazta, így fegyveres ellenállók célterületre juttatásához, felderítéshez, illetve repülőszemélyzetek vízből való kimentéséhez ellenséges területen. Rendszerint két-három egység alkotta Wolfpackben tevékenykedtek, melyek a német falkákkal ellentétben a bevetések egész ideje alatt együtt maradtak és nagy sikereket értek el úgy a kereskedelmi-, mint a hadihajók ellen. A Sinano repülőgép-hordozó volt a legnagyobb hadihajó a háborúban, melyet tengeralattjáró (Archerfish) süllyesztett el. Az amerikai sikerekhez a japán hadvezetés azon nézete is nagyban hozzájárult, miszerint „méltóbb” a hadihajókhoz az ellenséges hadihajók elleni küzdelem, mint a saját kereskedelmi hajózás védelmezése és ezért nem szerveztek meg hatékony konvojkíséretet. A kereskedelmi flotta veszteségei ellátási problémákat okoztak a japánok számára, aminek következtében nem tudták kellő mennyiségű nyersanyaggal ellátni a szigetországot. Ez jelentősen hozzájárult a szövetségesek győzelméhez a Távol-Keleten. A tengeralattjárók szerepét ebben jól mutatja, hogy az amerikai haditengerészet személyi állományának 2%-a okozta a japán hajótérveszteség 55%-át. A US Navy 52 tengeralattjárót veszített a háború alatt 3500 tengerésszel a fedélzetükön. A 22%-os veszteségi arány messze a legmagasabb érték az Egyesült Államok fegyvernemei között a háborúban. Az első és második világháborúban elszenvedett német vereségek miatt az amerikaiaké számít az egyetlen győztesen megvívott tengeralattjáró-háborúnak.
Az amerikai tengeralattjáró-háborúk tevékenységét árnyalja, hogy a japán kereskedelmi hajókon szállított és támadás áldozatává vált mintegy 20 000 szövetséges hadifogoly főként az ő tevékenységük miatt veszett oda. A bevetéseik sötét oldalához tartozott még ezen felül, hogy a japán hajótörötteket sokszor felszínre emelkedve legéppuskázták és kézigránátokkal gyilkolták. Az egyik ilyen alkalommal, 1943 januárjában a Wahoo megtorpedózta a Buyo Maru japán hajót, melyen 195 indiai hadifoglyot szállítottak. A vízben hánykolódó túlélőket japánoknak nézték és legéppuskázták a szövetségeseiket. Míg az Atlanti-óceánon a Peleus-incidens egyedi esetnek számított, addig ilyen és hasonló háborús bűntetteket rendszeresen követtek el amerikai tengeralattjárósok. felelősségre vonásukra a háború után nem került sor.

## A második világháború után
A nürnbergi perben a német tengeralattjáró-háború jogosságának elismerése révén a fegyvernem alkalmazhatósága a nemzetközi jogban új szabályokat kapott. A Szovjetunió ezt követően egy nagy létszámú tengeralattjáró-flottát épített ki, mellyel a NATO tengeri összeköttetési vonalait fenyegette. A NATO erre válaszul új tengeralattjáróelhárítási stratégiákat (SOSUS, vadásztengeralattjárók építése, légi megfigyelés) dolgozott ki.
Mindkét szembenálló katonai blokk (NATO, Varsói Szerződés) doktrínája szerint a ballisztikus rakétákkal felszerelt tengeralattjárókat kellett az ellenséges vizek közelében állomásoztatva fenyegetni a másikat és az ellenséges egységeket vadásztengeralattjárókkal kellett volna semlegesíteni. Emellett továbbra is feladatuk volt az ellenséges hadihajók leküzdése, valamint az ellenséges vizekre való behatolás ügynökök célba juttatására, illetve harci búvárok (békaemberek) szállítására. Kisebb, hagyományos meghajtású tengeralattjárókat szántak a saját vizek inváziós erőkkel szembeni megvédésére.

### Az indiai–pakisztáni konfliktus
A második világháború utáni első harci cselekmények tengeralattjárók részvételével stratégiailag és taktikailag inkább a világháborúk tradícióinak feleltek meg. Az 1971-es bangladesi háborúban a pakisztáni és az indiai haditengerészetek is részt vettek. A pakisztáni Hangor 1971. december 9-én megtorpedózta és elsüllyesztette az indiai Khukri fregattot. Még ezt megelőzően tisztázatlan körülmények között Pakisztán elveszítette a Ghazi tengeralattjárót, melynek elsüllyesztését az indiaiak (utólag) saját sikerükként könyvelték el. Ugyanakkor Pakisztán a veszteséget aknatelepítéskor bekövetkezett balesetnek tulajdonította.

### Falkland-szigeteki háború

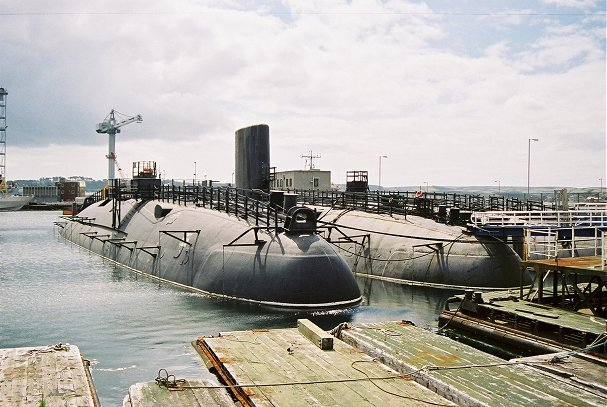
Brit atommeghajtású tengeralattjárók: Warspite (bal oldalon) a Conqueror mellett a Valianttal a háttérben

A Falkland-szigeteki háborúban azonban már megmutatkozott a fentebb leírt paradigmaváltás: a Conqueror volt az első Falkland-szigetekhez érkező brit hadihajó és információkat gyűjtött a SAS és SBS speciális egységek partraszállásának előkészítéséhez. Később a flotta biztosítására vetették be és eközben 1982. május 2-án elsüllyesztette a General Belgrano cirkálót. Az argentinok is vetettek be tengeralattjárókat a háborúban, de sikereket nem tudtak elérni velük. A flotta négy egysége közül kettő, a Santiago del Estero (ex-Chivo) és a Salta hajtóműmeghibásodások miatt nem volt bevethető. A harmadik tengeralattjárót, a Santa Fet (ex-Catfish) április 25-én helikopterekről páncéltörő fegyverekkel vették tűz alá és olyan súlyosan megrongálták, hogy Déli-Georgia-szigeten partra kellett futtatni.
A német gyártású, 209 osztályú San Luis az egész konfliktus ideje alatt bevetésen volt, de a britek elől mindvégig rejtve maradt. Több alkalommal is támadást intézett fregattok és rombolók ellen, de a torpedóit túl messziről lőtte ki, így azok akkumulátorai lemerültek még a célpontok elérése előtt.
Manapság a haditengerészetek tengeralattjáróit is alkalmazzák a drogcsempészet és az orvhalászat elleni harcban felderítési feladattal. A Patagónia partjainál tevékenykedő orvhalászokat figyelte meg a San Juan argentin tengeralattjáró is, mielőtt hazaindult honi bázisára. Útközben vélhetőleg elektromos meghibásodás következtében tűnt el 2017. november 15-én teljes legénységével együtt.

## Fordítás
- Ez a szócikk részben vagy egészben  az   U-Boot-Krieg című német Wikipédia-szócikk ezen változatának fordításán alapul.  Az eredeti cikk szerkesztőit annak laptörténete sorolja fel. Ez a jelzés csupán a megfogalmazás eredetét és a szerzői jogokat jelzi, nem szolgál a cikkben szereplő információk forrásmegjelöléseként.

## Linkek
- Der uneingeschränkte U-Boot-Krieg 1914–1918 beim DHM
- Der Unterseebootkrieg 1914–1918
- U-Boot-Krieg 1914–1918 Von U-Booten versenkte und beschädigte Schiffe 1914–1918 (angol)
- U-Boot-Krieg 1939–1945 Von U-Booten versenkte und beschädigte Schiffe 1939–1945 (angol)
- Deutsche U-Boote, u. a. mit Crewlisten und Kriegstagebüchern (angol)
- Duikboot: Operationen und Schicksale deutscher U-Boote 1936 bis 1945 Datenbank (holland, részben német, illetve angol)
- U-Boot-Erfolge der Achsenmächte 1939–1945 adattár (német, angol)
- U-Boot-Angriffe der Alliierten 1939–1945 in Europa adattár
- Antisubmarine Warfare in World War II Detaillierter Bericht über Einsatz und Abwehr der deutschen U-Boote im Zweiten Weltkrieg (angol)
- Historische Filmaufnahmen von U-Booten aus dem Ersten Weltkrieg, European Film Gateway (EFG)